# 중화인민공화국의 전차

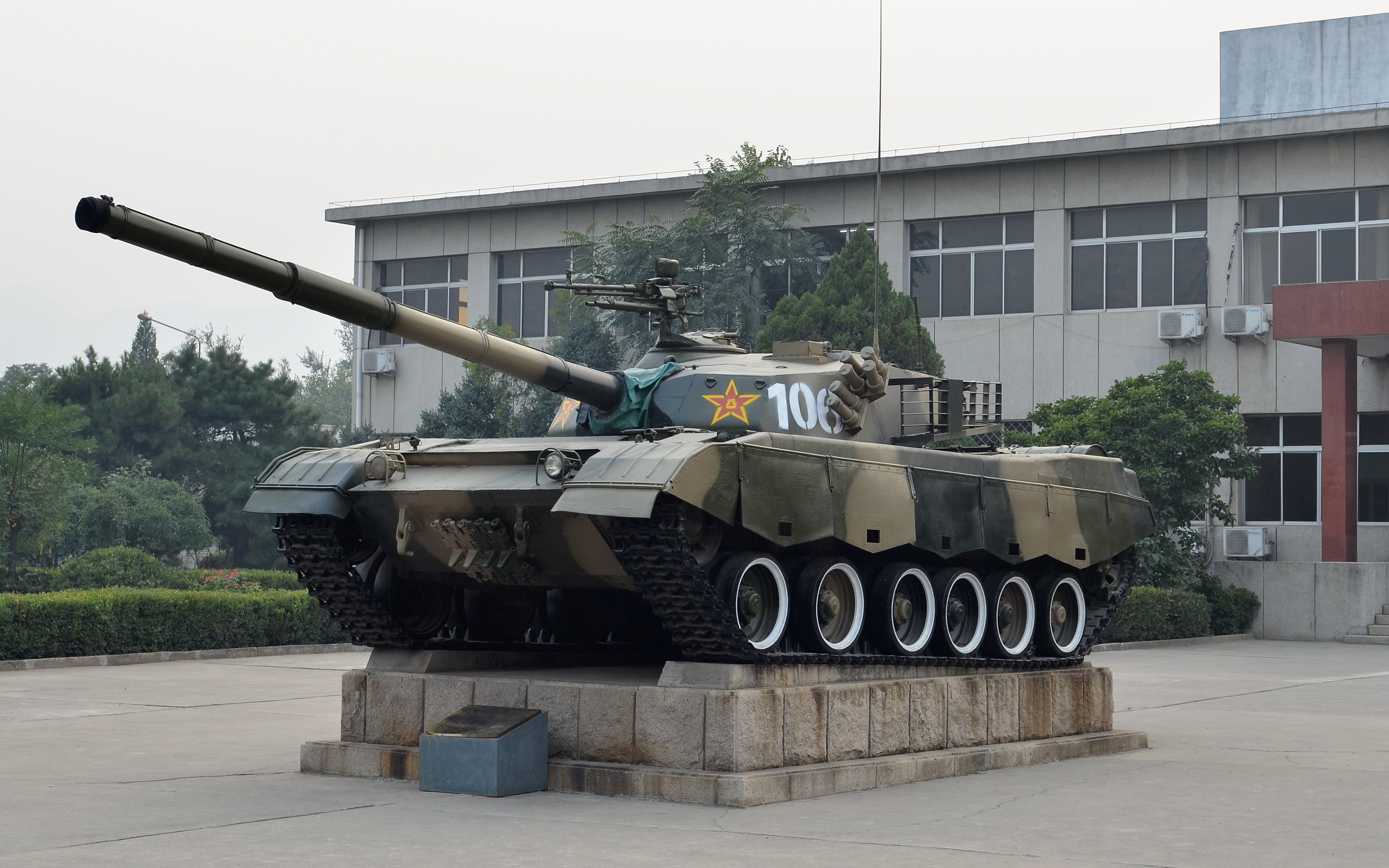
중국 전차 박물관에 있는 중국 ZTZ-96 전차.

이 군용 전차에 관한 문서는 중국 내 중국국민당과 중국공산당 (CCP)에 소속된 여러 군대가 사용한 전차의 역사를 다룬다. 20세기 전반부터 전차는 처음에는 다른 나라에서 도입되었으며, 결국 중국 본토에서 설계된 전차들이 생산되기 시작하여 냉전 시대와 현대에 이르기까지 사용되었다.

## 개요
중국이 처음으로 손에 넣은 전차와 장갑차는 그들이 구할 수 있는 수입품과 임시변통으로 만든 일부 장갑 차량이었다. 군벌들은 자신들의 군대를 세우고 구할 수 있는 전차와 무기를 사들였다. 1943년 이전 중국의 장갑전투차량 사용은 포병의 경우와 마찬가지로 많은 문제점을 겪었고, 중국의 소량의 장갑전투차량 재고 대부분은 전투에서 빠르게 손실되거나 정비 및 예비 부품 부족으로 단순히 고장나는 경우가 많았다. 기갑은 충격 용도로 대규모로 사용되지 않고, 보병 지원 역할로만 소규모로 분산 사용되었다. 일본군과의 전차 대 전차 전투는 전혀 고려되지 않았고 시도되지도 않았다. 1937년부터 1945년까지의 중일 전쟁 중 중국군과 일본군의 기갑 사이에 단 한 번의 주요 전차 대 전차 대결도 없었다.

## 중국 기갑 부대에 영향을 미친 정치적 발전

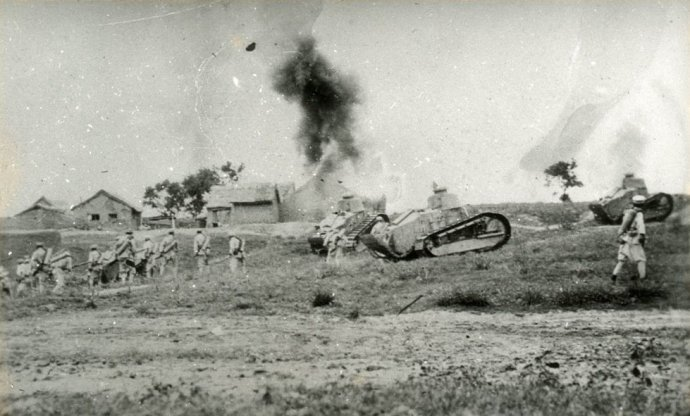
1928년경 봉천군벌의 르노 FT 전차.

신해혁명 이후 청나라가 쇠퇴하고 전복되면서 중국은 일반적으로 인정되는 중앙 권력 없이 남겨졌고, 군대는 빠르게 군벌들의 세력으로 분열되어 명목상 북양군이었으나 실제로는 서로 싸웠다. 이들 군벌 군대들은 각자의 보급처를 가지고 있었고, 지역마다 크게 다르며 심지어 동일한 하위 부대 내에서도 다른 구경의 비표준 재료로 무장했다. 이들 군벌 중 가장 강한 이들은 "옥원수" 우페이푸와 "북방의 호랑이" 장쭤린이었다. 전자는 프랑스제 시트로엥-케그레스 반궤도차를 수입했고, 후자는 르노 FT와 슈나이더 전차를 얻었다. 북방의 호랑이는 또한 1922년 블라디보스토크 함락 이후 시베리아에서 패배한 러시아 백군 군대로부터 장갑열차를 처음으로 얻었다. 다른 열차들은 러시아 감독 하에 현지에서 제작되었다.

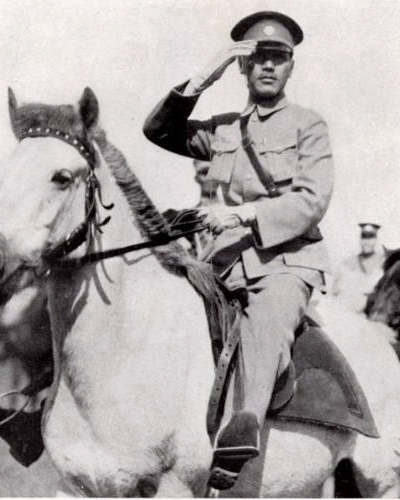
국민혁명군 총사령관 장제스는 북벌 이후 중국의 지도자로 부상했다.

일본과 러시아 고문들이 많은 군벌들에 의해 고용되어 외국 고문들이 흔했다. 러시아인들은 러시아 내전의 경험 많은 베테랑인 변절한 러시아 백군을 포함했다. 그들은 주로 대포와 장갑열차와 같은 기술적 직책을 맡았다. 후자는 광활하고 도로 없는 중국의 넓은 지역에서 가장 중요한 자산이었다. "개고기 장군" 장쭝창 군벌은 멘시코프 형제 휘하에 약 3,000명의 "백위대"를 두어 러시아 백군을 가장 많이 고용한 사람 중 한 명이었다. 장갑열차는 공격적으로 사용될 예정이었고 병력, 무기, 보급품을 운송할 수 있었다. 1927-1928년 전역에서 너무나 소중하게 여겨져 포로로 잡히거나 항복한 열차 승무원들은 현장에서 총살당했다.

중국의 초대 임시 총통 쑨원과 그의 보호자 장제스는 전국적으로 질서를 확립하기 위해 군벌들을 통제하려 노력했다. 이를 위해 쑨원은 중국국민당("중국국민당")을 창당했다. 1920년대 초 이 혁명군은 그저 또 다른 군벌 군대로, 군벌 기준에서도 작고 장비가 매우 열악했다. 남쪽 광저우 출신이었기에 일반적으로 군벌 군대 중 "하위권"에 속했으며 군사적 평판이 좋지 않았다. 이는 1923년 말 소련 군사 고문단이 설립되면서 바뀌기 시작했다. 1924년 쑨원은 군벌들과 싸울 지도자로 생도들을 훈련시키고 교화하기 위해 황푸 군관학교를 설립했다. 장비가 극히 열악했던 국민혁명군 (NRA)은 1924년부터 1926년까지 대량의 소련 물자를 받기 시작했고, 이때 북벌 (1926-1928)에서 북양정부의 군벌 연합인 국민안정군을 상대할 준비가 되었다고 느꼈다. 장제스는 1925년 쑨원이 사망하자 당의 수장 자리를 이어받아 북벌을 이끌어 나라를 통일하고, 중국의 전반적인 지도자가 되었다.

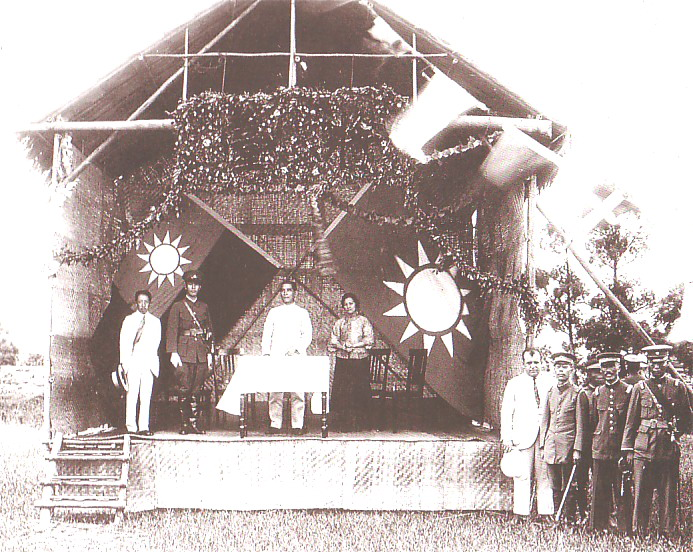
1924년 황푸 군관학교 창립 시의 쑨원 (중앙)과 장제스 (무대 위 군복).

바이마르 독일은 1926년부터 1941년까지 NRA와 군사 협력을 시작했다. 이 협력은 1933년 나치의 독일 장악과 함께 심화되었으며, 1941년 7월 히틀러가 왕징웨이의 난징 괴뢰 정부를 공식적으로 인정하면서 끝났다. 그전에 일본은 1938년 독일에게 군사 고문단을 철수해달라고 요청했다. 1933년부터 1935년까지 한스 폰 젝트가 이끈 이 독일 군사 임무단은 NRA에 소총, 포병, 장갑차, 1호 전차 경전차를 공급했다. NRA 장갑군은 3개 기갑대대로 조직되었는데, 1대대와 2대대는 각각 29대의 비커스-카든 로이드 수륙양용 전차를 보유했으며, 20대의 빅커스 6 톤 전차는 1대대와 2대대에 분산 배치되었다. 또한 29대의 카든 로이드 마크 VI 준전차가 2대대에서 운용되었다. 3대대는 1936년에 구매한 15대의 1호 전차 Ausf. A, 20대의 이탈리아제 CV-35 준전차, 그리고 15대의 Leichter Panzerspähwagen (대부분 SdKfz 222, 2대의 SdKfz 221, 최소 1대의 SdKfz 260)을 보유했다.

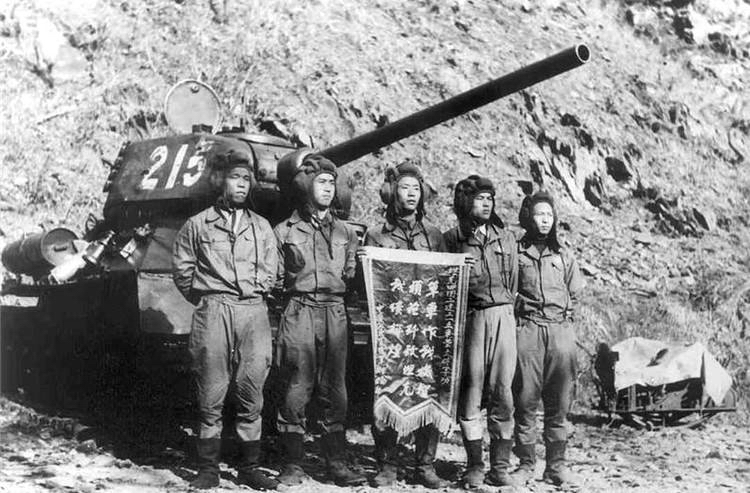
6.25 전쟁 중의 중국군 T-34/85 전차와 승무원, 1952년.

1937년 한 해 동안 NRA의 세 전차 대대는 일본군에 의해 전멸되었고, 잔여 병력은 소련제 T-26 경전차로 증강된 새로운 200사단으로 재편되었다. 1938년에 창설된 이 부대는 여러 재편성을 거쳐 1949년까지 존속했다. 1941년 이후 중국 국민당은 미국에 점점 더 의존하게 되었고, 대량의 M3 및 M5 스튜어트 경전차와 M4 셔먼 중형전차를 받았다. 1945년 일본이 항복한 후, NRA와 중국공산당 (CCP)은 중국의 통제권을 놓고 권력 투쟁에 돌입했다. 양측 모두 일본으로부터 노획한 전차와 미국이 공급한 전차, 주로 스튜어트 경전차를 사용했다.
공산주의 지도자 마오쩌둥은 1949년 중국 본토에 중화인민공화국 (PRC)을 수립했고, 장제스와 국민당은 현재 중화민국으로 불리는 포르모사 섬으로 도피했다. 1949년 10월 1일, CCP의 중국 인민해방군 (PLA)은 수도 베이징에서 대규모 퍼레이드를 개최했고, 다른 주요 도시에서도 소규모 퍼레이드가 열렸다. 이때 전차는 국민혁명군이 노획했다가 PLA가 다시 노획한 일본 전차, 무기대여법을 통해 NRA에 공급되었다가 PLA가 노획한 미국 전차, 그리고 소련이 PLA에 공급한 소련 T-26이 혼합되어 있었다.
1950년 10월, 마오쩌둥은 6.25 전쟁에서 미국이 이끄는 유엔군에 대항하여 중국인민지원군을 한국에 파견하기로 결정했다. 이때 참전한 중국군은 T-34 전차를 포함한 소련제 중화기로 무장했다. 1950년대 초, 중국은 소련 T-34 전차를 복제하기 시작했고, 자체 제조 공장을 설립하여 현재의 국내 영향을 받은 중국 전차에 이르기까지 추가로 개선된 설계(주로 소련 설계 복제품)를 구축했다.

## 역사

### 제1차 세계 대전 이후

봉천군벌의 중국군 FT.

중국 군벌 장쭤린은 중국에 전차를 도입했다. 프랑스는 1918년 8월 시작된 연합군 공동 개입 당시 1919년 블라디보스토크에 르노 FT 전차 소규모 부대를 파견했고, 이 전차들은 나중에 장쭤린 휘하의 만주군에 의해 인수되었다.

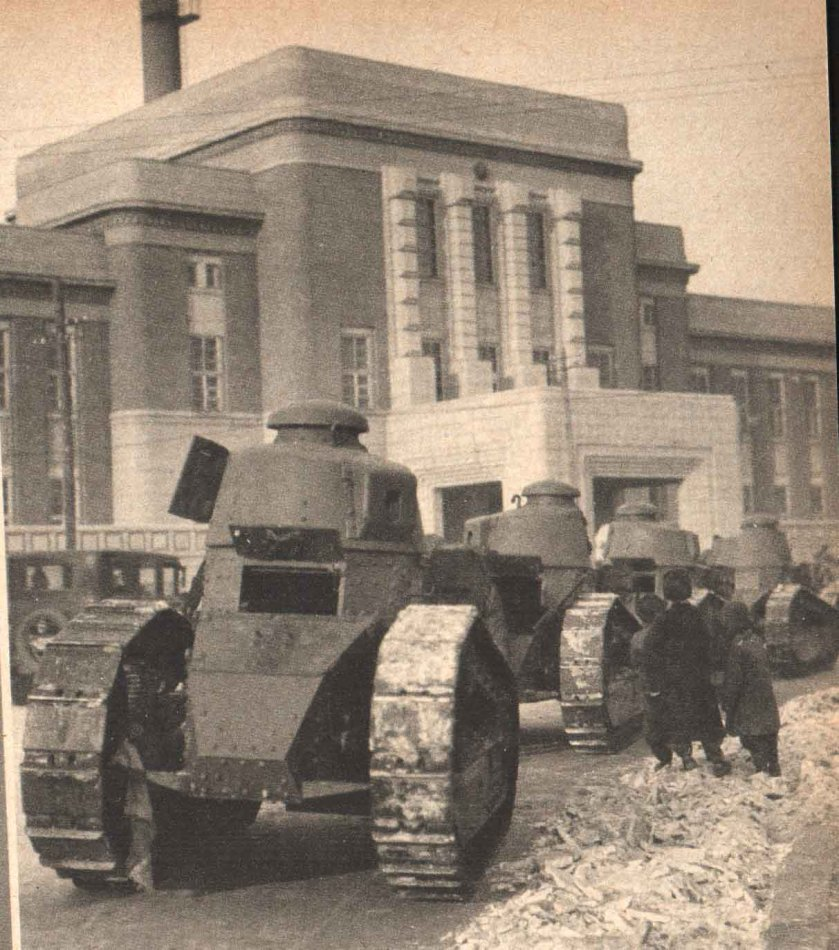
만주사변 이후 일본군이 노획한 FT-17 전차, 1931년 9월 19일.

장제스의 국민혁명군의 북벌 중 기습을 당한 장쭤린은 1927년 프랑스로부터 37mm 포로 무장한 르노 FT 전차 여러 대를 구매했다. 그러나 1929년까지 FT들은 중국 국민당 소유가 되었고 명목상 중국 국민혁명군(NRA) 제1기병여단에 소속되었으며, 1930년까지 36대의 FT를 확보했다. 하지만 일본군은 1931년 만주를 점령하면서 중국/만주의 FT 대부분을 탈취했다. 일본군이 노획한 전차들은 관동군에 배치되었고 나중에 만주사변에서 사용되었다.
1929년, 영국 마크 VI 카든 로이드 탱케트 24대가 중국 국민당에 의해 구매되었다.

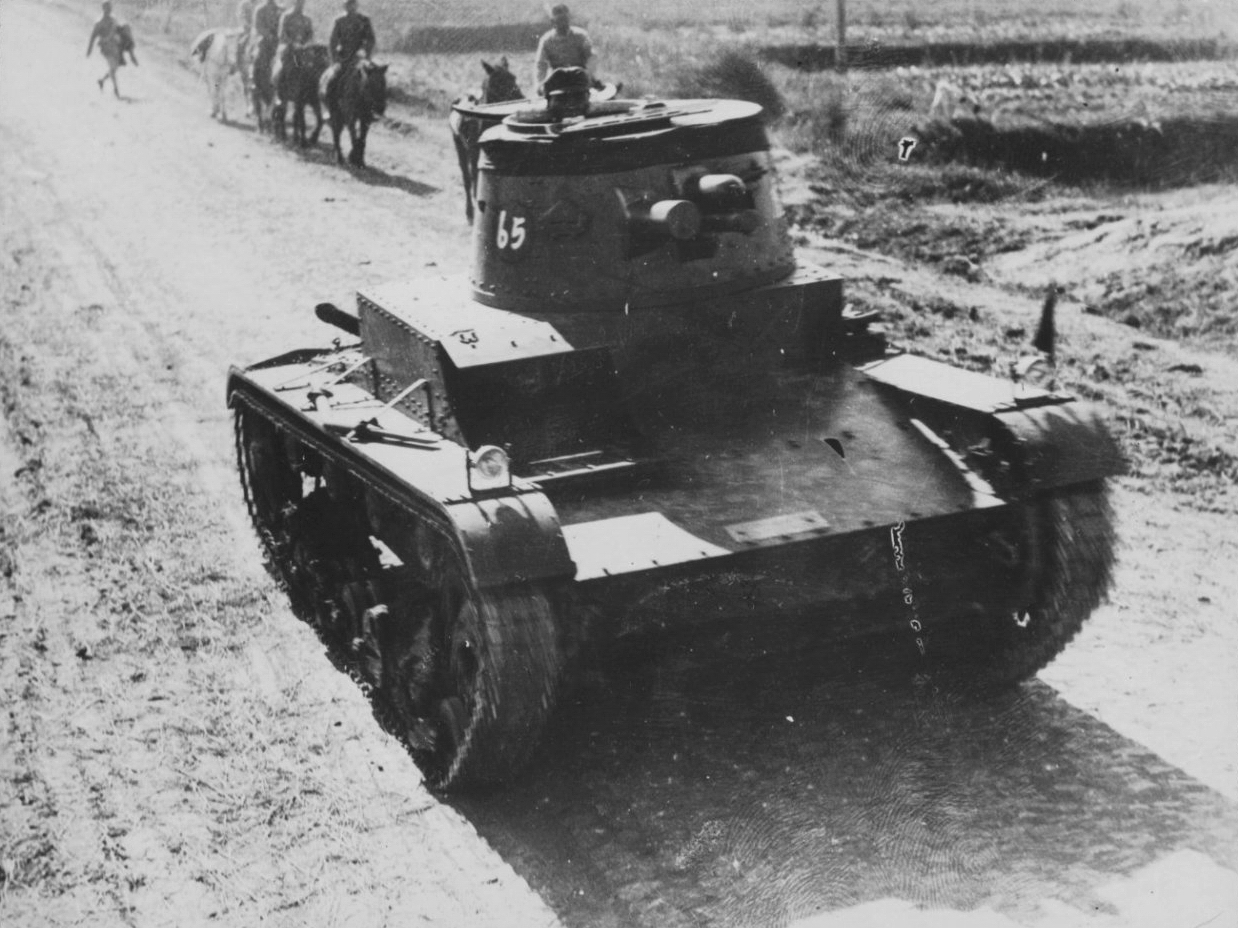
빅커스 마크 E 6톤 전차.

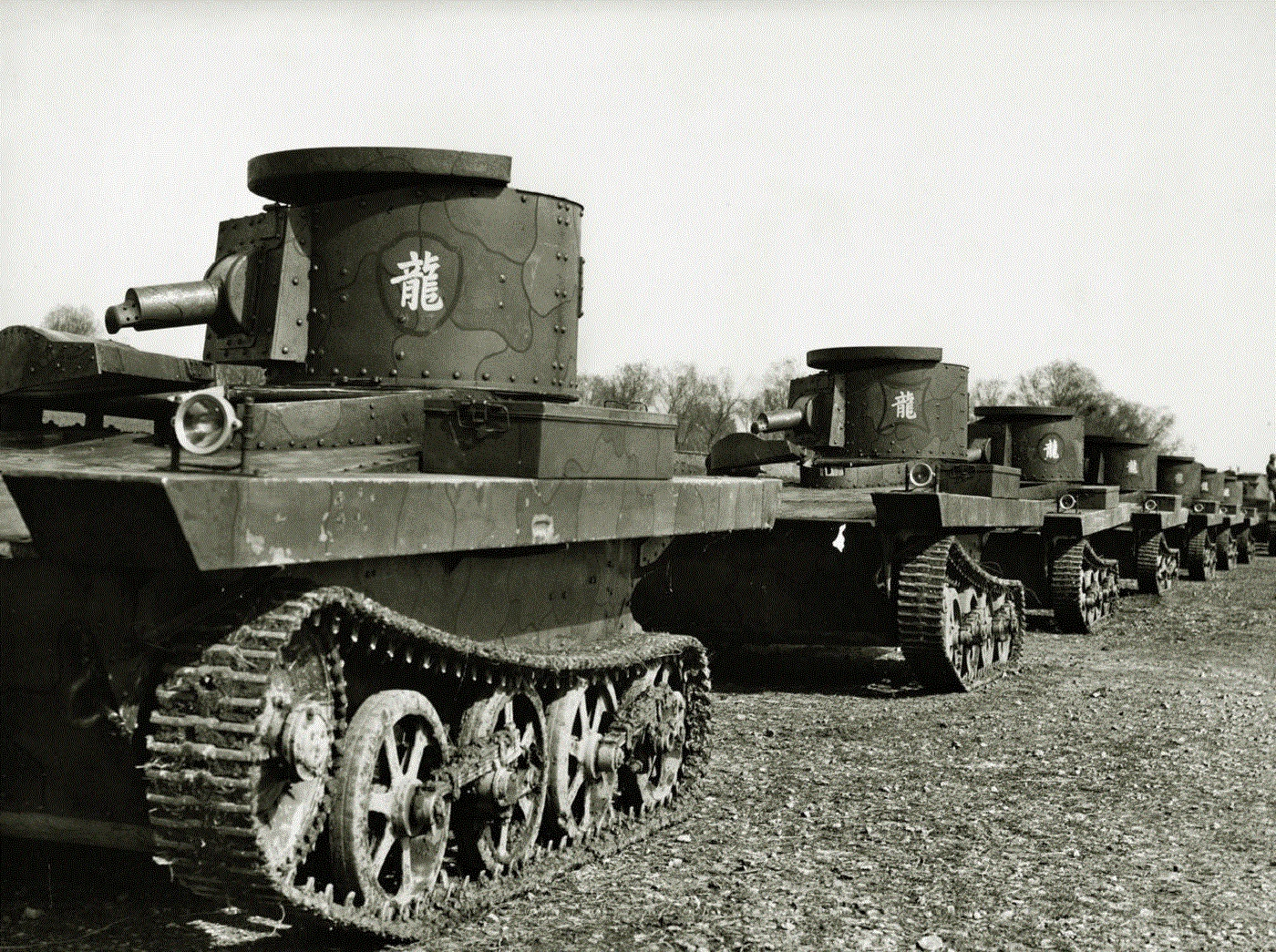
빅커스-카든-로이드 경수륙양용전차에 그려진 중국군 표식.

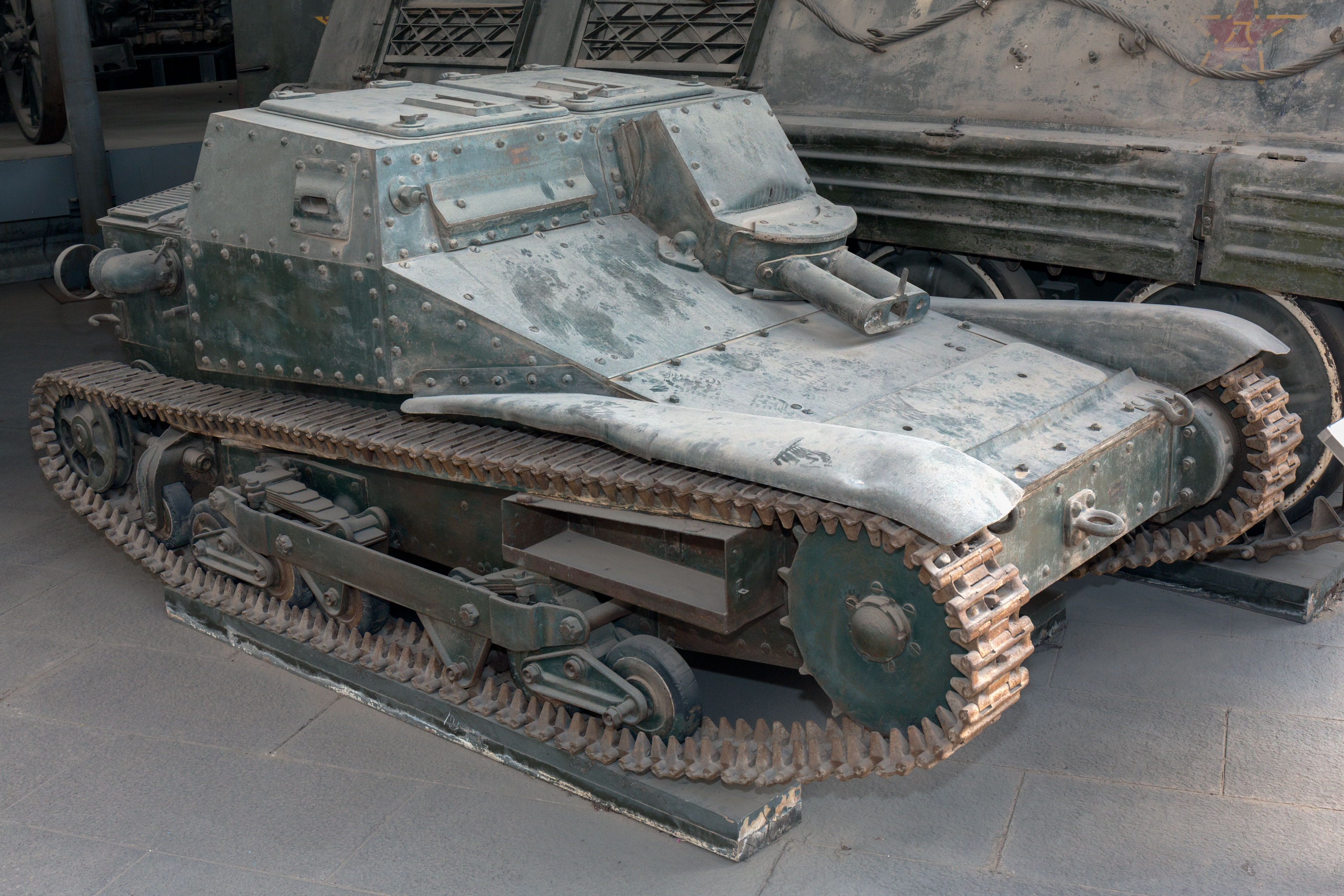
CV-35 경정찰전차.

제1차 상하이 전투 중 일본 전차의 성능에 영향을 받아, 중국 국민당 정부는 1933년에 24대의 영국 카든 로이드 마크 VI 준전차로 군대의 기계화를 시작했다. 이후 1934년에서 1936년 사이에 20대의 빅커스 6톤 전차를 구매했으며, 이들은 1937년 상하이 전투에서 일본군에 맞서 전투에 사용되었다. 또한 29대의 빅커스 수륙양용 전차도 구매했는데, 이들은 1932년에 개발되었지만 영국에서는 사용되지 않았다.
제1차 세계 대전 이전부터 독일과 중국 간에 시작된 중독 합작은 중화민국의 산업과 군대 현대화에 중요한 역할을 했으므로, 독일 군사 고문에게 도움을 요청하는 것은 당연한 일이었다. 중국이 군대와 국방 산업을 현대화해야 하는 긴급성과 독일이 원재료의 안정적인 공급을 필요로 하는 점이 두 나라를 1920년대 후반부터 1930년대 후반까지 긴밀한 관계로 이끌었다.
1927년, 국민당과 공산당 간의 제1차 국공 합작이 해체된 후, 집권 국민당은 좌파 구성원들을 숙청하고 소련의 영향력을 대부분 제거했으며, 장제스 장군은 소련과의 관계를 단절했다. 장제스는 역사적으로 위대한 군사 강국이었던 독일에 눈을 돌려 국민혁명군을 재편성하고 현대화했으며, 독일 고문들이 들어오기 시작했다. 국민당은 많은 독일 군사 고문들을 고용하여 군대의 기계화 및 훈련 구축을 돕도록 했다.
아돌프 히틀러가 1933년 재상이 되어 조약을 무시하자, 반공산주의 NSDAP와 반공산주의 KMT는 곧 긴밀한 협력 관계에 돌입하여 독일은 중국군을 훈련시키고 중국 인프라를 확장하는 한편, 중국은 독일에게 자국 시장과 천연자원을 개방했다.
독일 군사 고문들은 고문들과 협력하는 독일 회사를 통해 국민당이 많은 유럽 무기를 구매하도록 했다. 국민당은 이탈리아 CV-35 준전차, 독일 1호 전차 Ausf. A 경전차, 영국 12톤 전차를 구매했다. 영국 12톤 전차의 정확한 명칭은 알려져 있지 않다. 국민당은 1935년에 29대의 빅커스 카든 로이드 수륙양용 전차를 구매했으며, 이들은 제1전차대대로 조직되었다. 또한 영국 빅커스 6톤 마크 E & F 전차 20대가 국민당에 의해 구매되어 제1전차대대와 제2전차대대에서 사용되었다. 그들은 또한 무선 장비를 갖춘 2인승 경전차인 카든 로이드 M1936과 같은 다른 영국 설계도 구매하여 1936년에 운용했다. 29대의 영국 VCL 마크 VI 수송차량도 1936년에 구매되어 제2전차대대의 일부로 사용되었다.
1930년대 폴란드가 중화민국에 르노 FT 3개 중대를 판매했다는 정보가 있으나, 이는 스페인 공화국으로의 판매를 은폐하기 위한 것이었다고 한다. 또한 브라우닝 MG로 무장한 약 6대 또는 10대의 르노 UE 경장갑 수송차량도 프랑스에서 구매되었다. 피아트-안살도 CV-35 이탈리아 전차도 일부 구매되었는데, 20대의 CV-35 준전차가 중화민국에 판매되었다. 1937년, 15대의 1호 전차 Ausf. A가 중국에 판매되었으며 이들은 제3기갑대대에 의해 난징 전투에서 사용되었다.
이 새로 구매한 전차들로 국민당은 1936년에 세 개의 전차 대대를 조직했다. 상하이에 주둔한 제1대대는 32대의 빅커스 수륙양용 전차와 일부 빅커스 6톤 전차를 보유했고, 역시 상하이에 주둔한 제2대대는 20대의 빅커스 6톤 전차, 4대의 카든 로이드 준전차 및 수송차량을 보유했다. 난징에 주둔한 제3대대는 10대의 1호 전차 Ausf. A 전차, 20대의 CV-35 준전차, 그리고 일부 Sd.Kfz. 221 및 222 장갑차를 보유했다. 이러한 기갑 전력으로 국민당은 이제 공산군이라는 지역적 위협을 물리칠 수 있었을 뿐만 아니라 일본군의 세력에도 맞서야 했다.

### 중일 분쟁 – 제2차 세계 대전

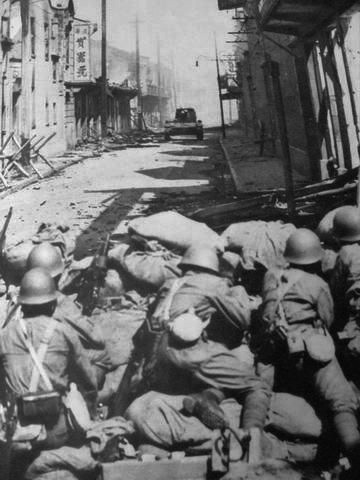
상하이 전투 중 중국 빅커스 6톤 전차에 맞서 방어하는 일본 특별해군육전대, 1937년.

중일 전쟁이 1937년 7월 노구교 사건과 함께 발발했을 때, 국민혁명군 (NRA)은 병력이 170만 명으로 확장되었다. 서류상으로는 182개 보병사단, 46개 독립여단, 9개 기병사단, 6개 독립기병여단, 4개 포병여단, 20개 독립포병연대를 포함했다. 이론적으로 사단은 두 개 여단으로 구성되었으며, 각 여단은 두 개 연대, 포병대대 또는 연대, 공병, 병참대대, 그리고 통신, 의무, 수송과 같은 소규모 지원 부대를 포함했다. 독일군 훈련을 받은 10개 정예 사단은 평균 9,000~10,000명의 병력을 보유했다. 다른 하위 사단은 약 5,000명의 병력과 다양한 수의 지원 부대를 보유했다. 독립 여단은 평균 4,000명, 임시 여단은 3,000명이었다.

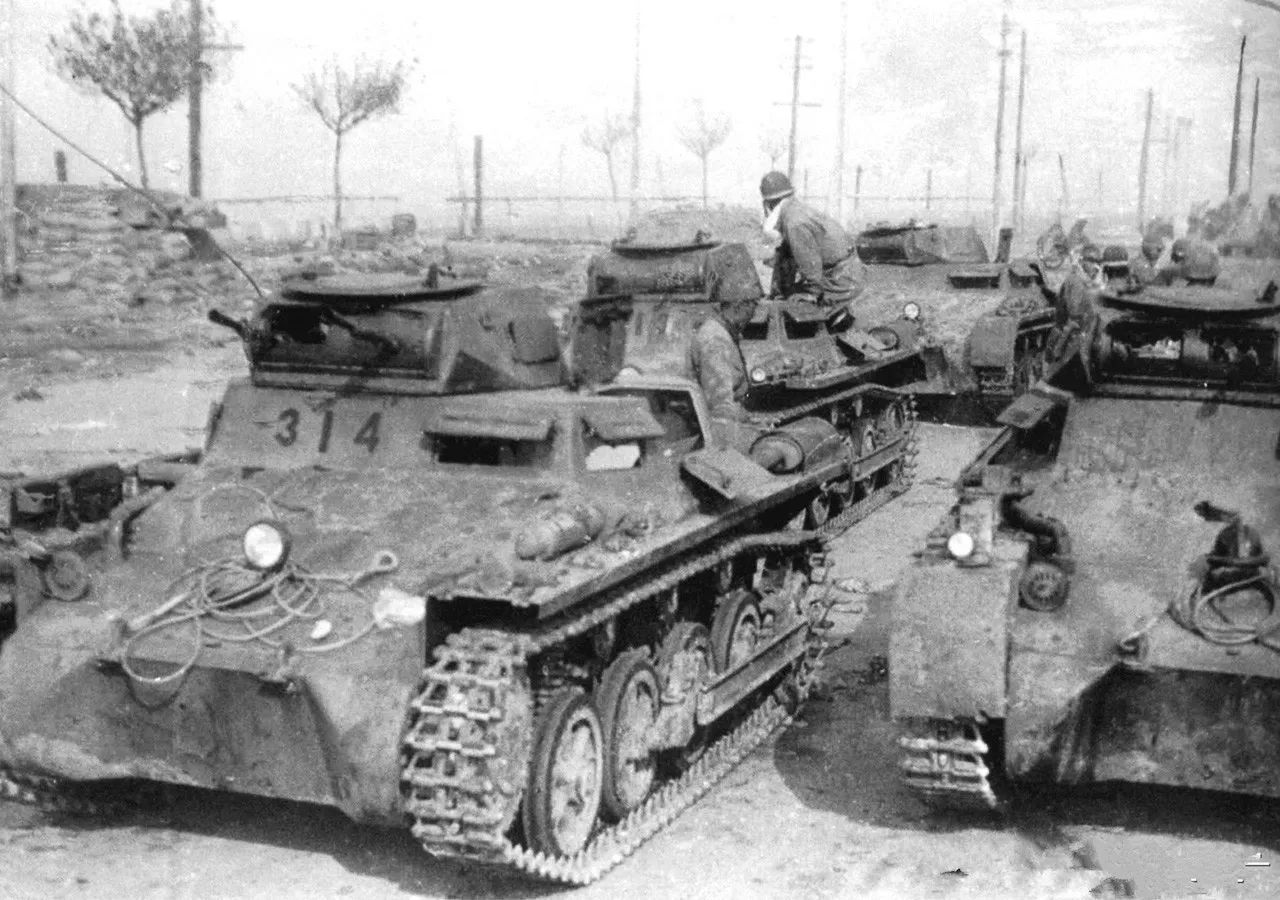
난징 전투 이후 국민군이 버려둔 1호 전차 Ausf. A 전차를 조사하는 일본군 병사, 1937년.

NRA의 1, 2, 3 기갑 대대는 제2차 상하이 전투와 난징 전투에 참전했으며, 일본군에 의해 완전히 파괴되어 많은 차량이 파괴되거나 버려져 노획되었다. 소수의 중국 전차와 준전차는 대규모로 묶여 기갑 돌격처럼 전투에 투입되지 않았다. 대신, 보병 지원을 위해 소규모로 분산 배치되었다. 중국 전차병들은 차량의 출처에 따라 잡다한 군복을 입었는데, 주로 독일과 이탈리아 군복과 장비를 혼합한 것이었다. 모두 단순한 일체형 리넨 작업복을 입었으며, 아마도 이탈리아에서 공급되었을 것이다. 충돌 헬멧은 독일 1937년형 또는 이탈리아 M35 헬멧으로, 섬유로 만들어지고 검은 가죽으로 덮여 있었다.

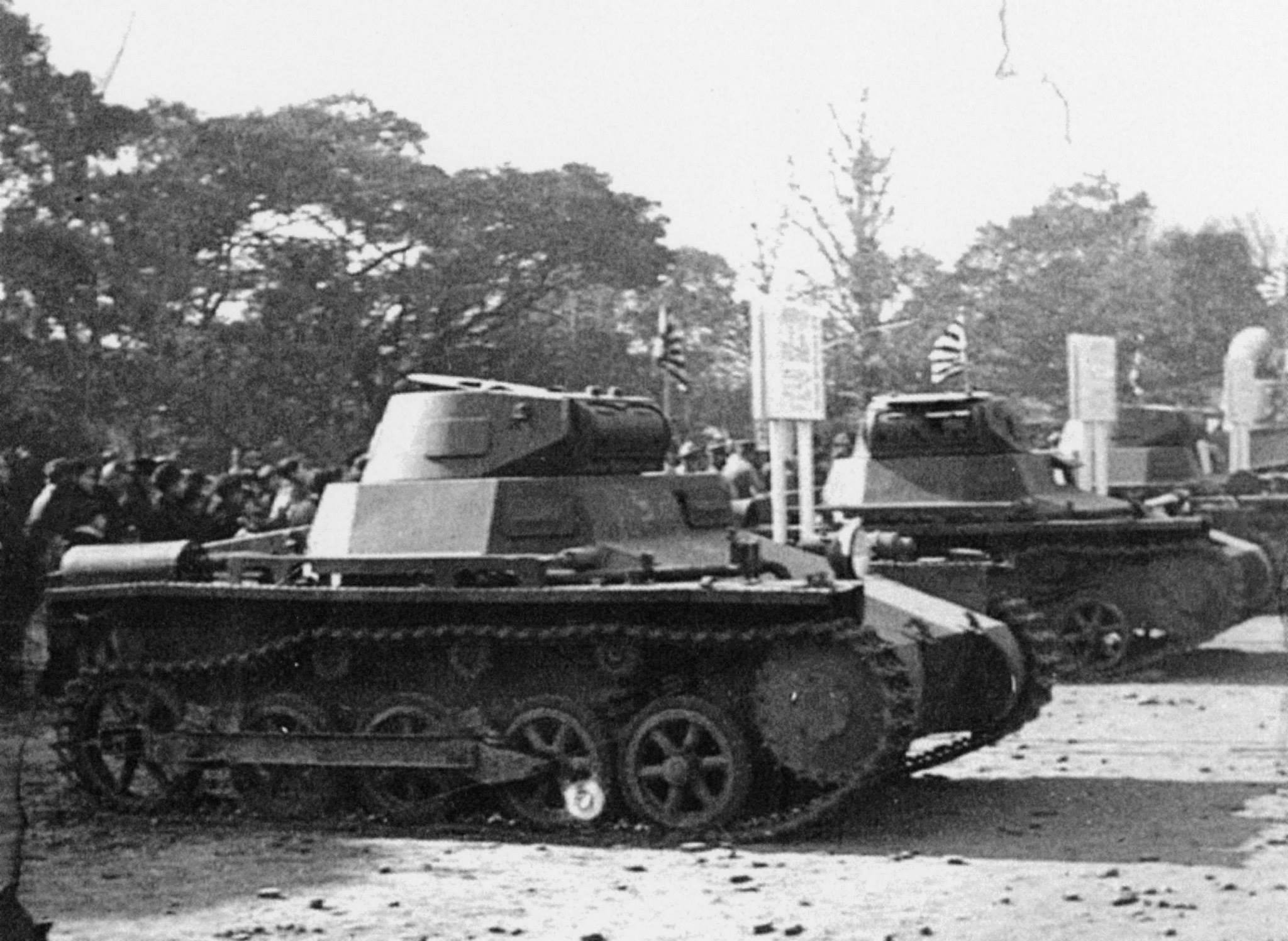
1939년 1월 8일부터 15일까지 일본 도쿄에 전시된 중국군이 노획한 1호 전차 Ausf. A 전차.

1938년 독일군이 떠난 후, 소련은 다시 국민당을 지원하기 시작했다. 일본군에 맞서는 국민혁명군은 넓은 전선을 방어하기 위해 세 개의 기갑 대대로 편성된 소수의 장갑차와 기계화 부대만을 보유하고 있었다. 1937년 8월, 장제스 정부는 소련 정부와 군사 원조를 협상했다. 소련은 개입하여 1938년 3월 처음으로 고문단과 전차를 중국에 파견하기 시작했다. 상하이와 난징 전투에서 중국 기갑 부대가 대부분 파괴된 후, 소련과 이탈리아에서 온 새로운 전차, 장갑차, 트럭 덕분에 군대에서 유일한 기계화 사단인 소련이 고문하고 조직한 200사단을 창설할 수 있었다. 이 사단은 한 개의 전차 연대와 한 개의 기계화 보병 연대로 구성되었으며, T-26 경전차로 무장했다.

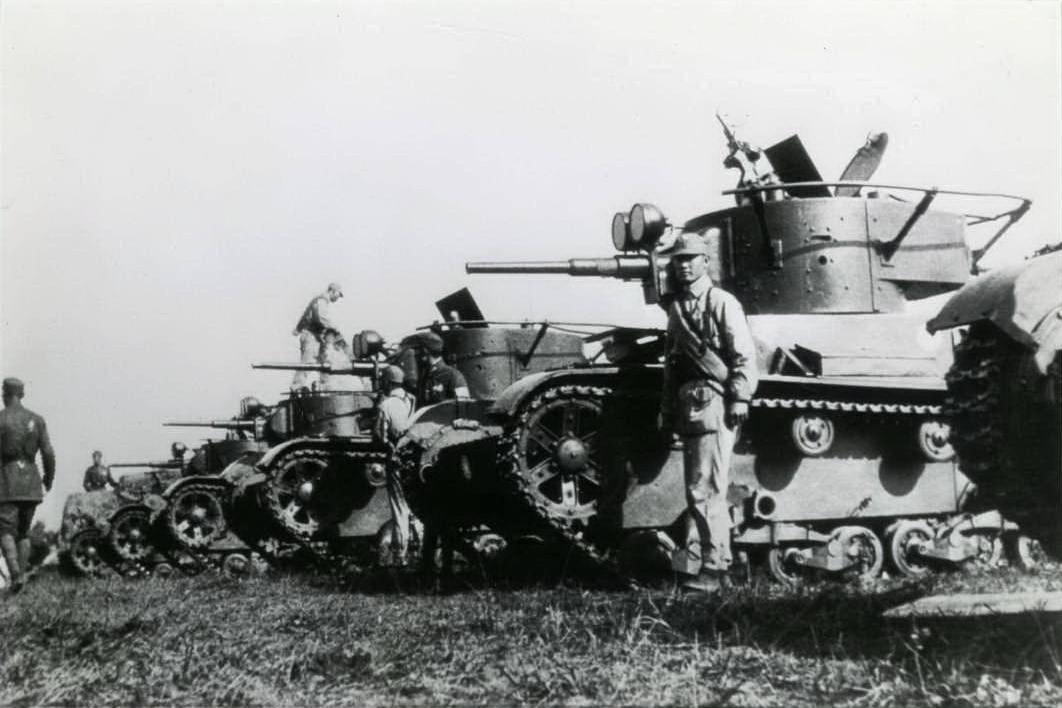
제2차 세계 대전 중 중국 국민군 소속 T-26 전차.

소련은 일본을 후방에 두는 것을 경계하여 중국에 T-26 mod. 1933 전차 82대를 판매했다. 이 전차들은 1938년 봄 광저우 항구로 선적되었다. 제200사단은 T-26으로 무장한 전차 연대, 장갑차 연대, 기계화 보병 연대, 포병 연대를 포함한 4개 연대로 구성된 기계화 사단이었다. 초대 사단장은 두위밍 장군이었다.
전차 연대는 70대의 T-26, 4대의 BT-5 전차, 20대(92대?)의 CV-35 준전차를 보유했다. 장갑차 연대는 약 50대의 BA 장갑차와 12대(18대?)의 Leichter Panzerspähwagen (Sd.Kfz. 221) 장갑차를 보유했다. 전차 연대는 4개의 전차 대대로 구성되었다. 각 전차 대대는 3개의 전차 중대를 보유했다. 전차 연대는 약 200대의 장갑전투차량 (AFV)을 보유했다. 국민당 정부는 88대의 T-26 전차와 BA-10 및 BA-20 장갑차를 구매했다. 이 AFV와 잔여 독일 AFV는 제200사단에 배치되었고, 이 사단은 1938년 말 란펑 전투에서 일본 제국 육군 제14사단에 맞서 첫 실전을 치렀다. 1938년 9월, 사단의 원래 기계화 부대(장갑 및 포병)는 제5군단 직속으로 편입되었고, 사단은 9,000명의 병력을 가진 차량화 부대로 재편성되었다. 두위밍 장군은 제5군단 지휘관으로 승진했고, 다이 안란 소장이 새로운 사단장으로 임명되었다.

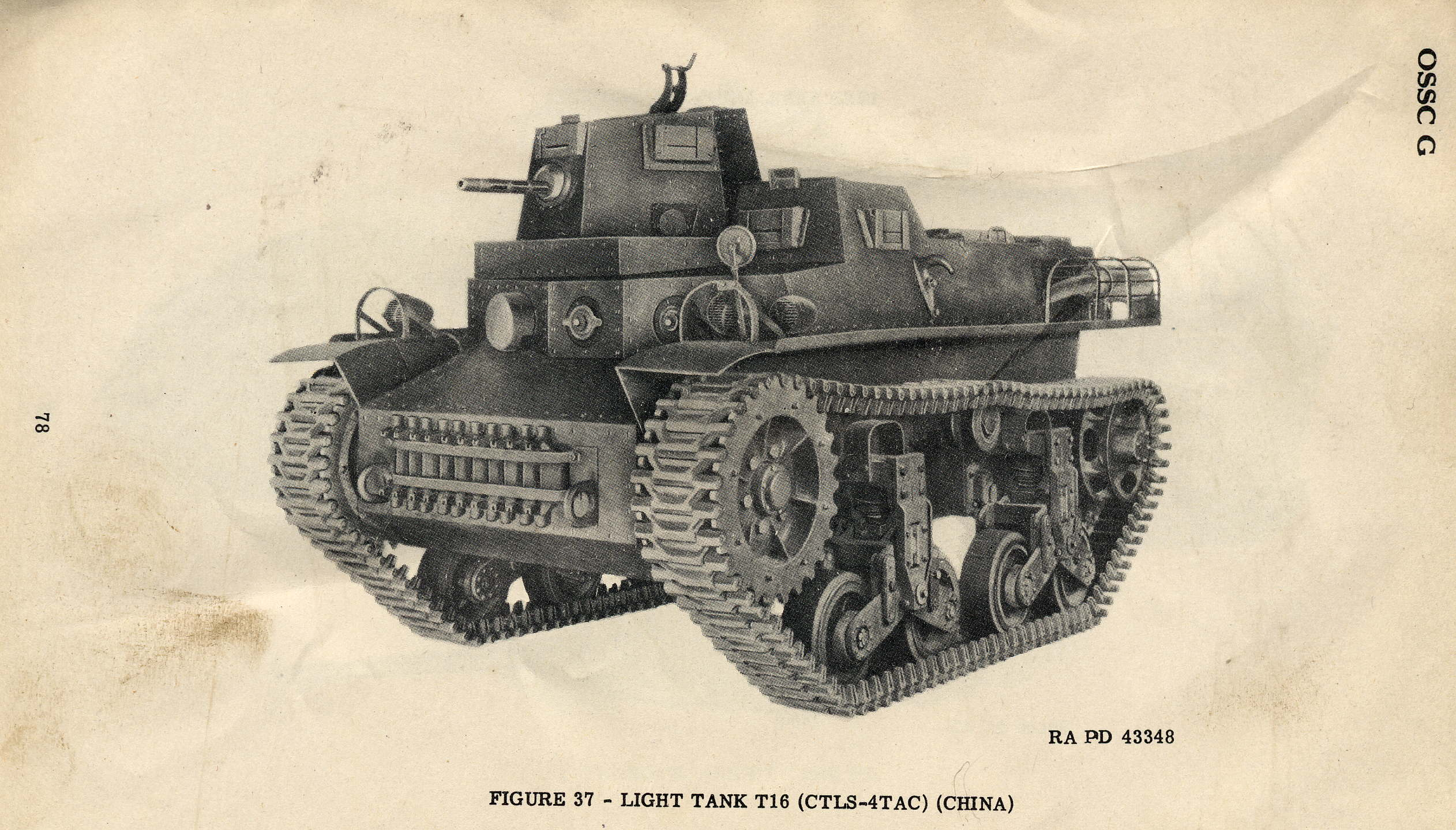
T16 경전차.

600대가 넘는 T16 CTMS 전차가 진주만 기습 이후 무기대여법에 따라 중국에 인도될 예정이었으나, 물류 문제와 구형 설계로 인해 중국은 제안을 거부했다. 이후 국민당은 1943년 미국으로부터 무기대여법에 따라 233대의 미국 M2A4 경전차와 48대의 M3A3, M5A1 스튜어트 전차를 획득했으며, 1943년과 1944년 사이에 미국 군사 지원 프로그램을 통해 35대의 M4A4 셔먼 전차를 획득했다.

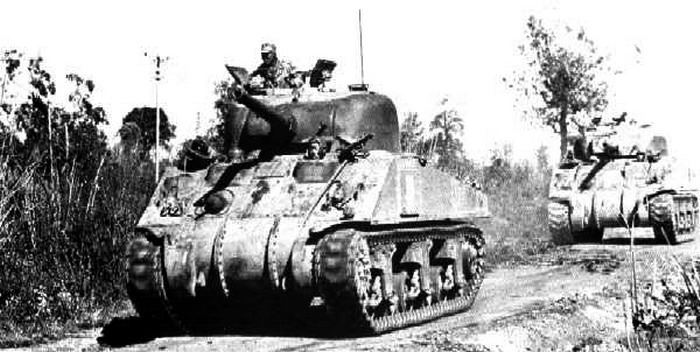
M4 셔먼 전차.

1941년 미국이 전쟁에 참전하자, 소련이 제공할 수 없었던 장갑전투차량을 중국에 공급하기 시작했다. M3 스튜어트와 M4 셔먼 전차는 버마를 통해 조금씩 유입되어 국민당이 배치할 수 있는 잘 갖춰진, 잘 훈련된 여러 군대의 일부가 되었다. 이 부대들은 전쟁 후반기 동안 수많은 일본군의 공격을 저지하는 데 기여했다.
제200사단은 조지프 스틸웰 휘하의 버마 전역에서도 작전을 수행했으며, 1942년 버마 전역의 윈난-버마 도로 전투에 참여했다. 제200사단은 퉁구 전투와 호퐁-타웅지 전투에서 뛰어난 활약을 보였으나, 전역 막바지에 중국으로 후퇴하려던 중 흐시파우-모곡 고속도로 전투에서 참담한 패배를 겪어 전력의 거의 3분의 2를 상실하고 재건 및 재편성해야 했다. 제2차 세계 대전 이후, 남은 중국 T-26 전차들은 중국 중국국민당 정부군 제1기갑연대에 배치되어 국공 내전 (1946-1950) 동안 화둥에서 복무했으며, 1949년 화이하이 전역에서 여러 대의 T-26 전차가 중국 인민해방군에 의해 파괴되거나 노획되었다.

### 제2차 세계 대전 이후

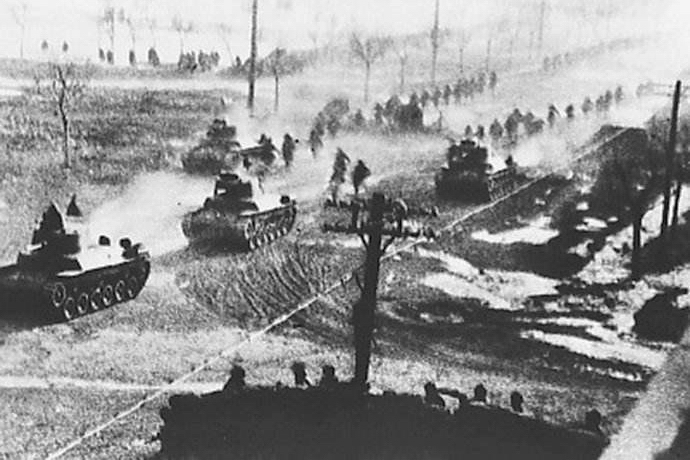
인민해방군 병력과 중국 97식 치하 전차가 선양으로 진격한다.

화이하이 전역은 1948년과 1949년 사이에 벌어진 군사 작전으로 국공 내전의 결정적인 전투였다. 이 전투는 양측 모두 전차를 사용한 몇 안 되는 재래식 전투 중 하나였으며, 많은 전차들이 일본군으로부터 노획되었거나 제2차 세계 대전 이후 남은 미국 전차들이었다. 이 전역은 중국 북부에서 국민당의 지배가 끝났음을 알리는 세 가지 전역 중 하나였으며, 다른 두 전역은 랴오선과 핑진이었다. 쉬저우 (Hsuchow)에 포위된 중화민국 (국민당) 병력 55만 명이 공산당 중국 인민해방군 (PLA)에 의해 괴멸되었다. 공천은 PLA의 첫 전차로 사용된 일본제 97식 중전차 치하 전차의 명칭이었다.

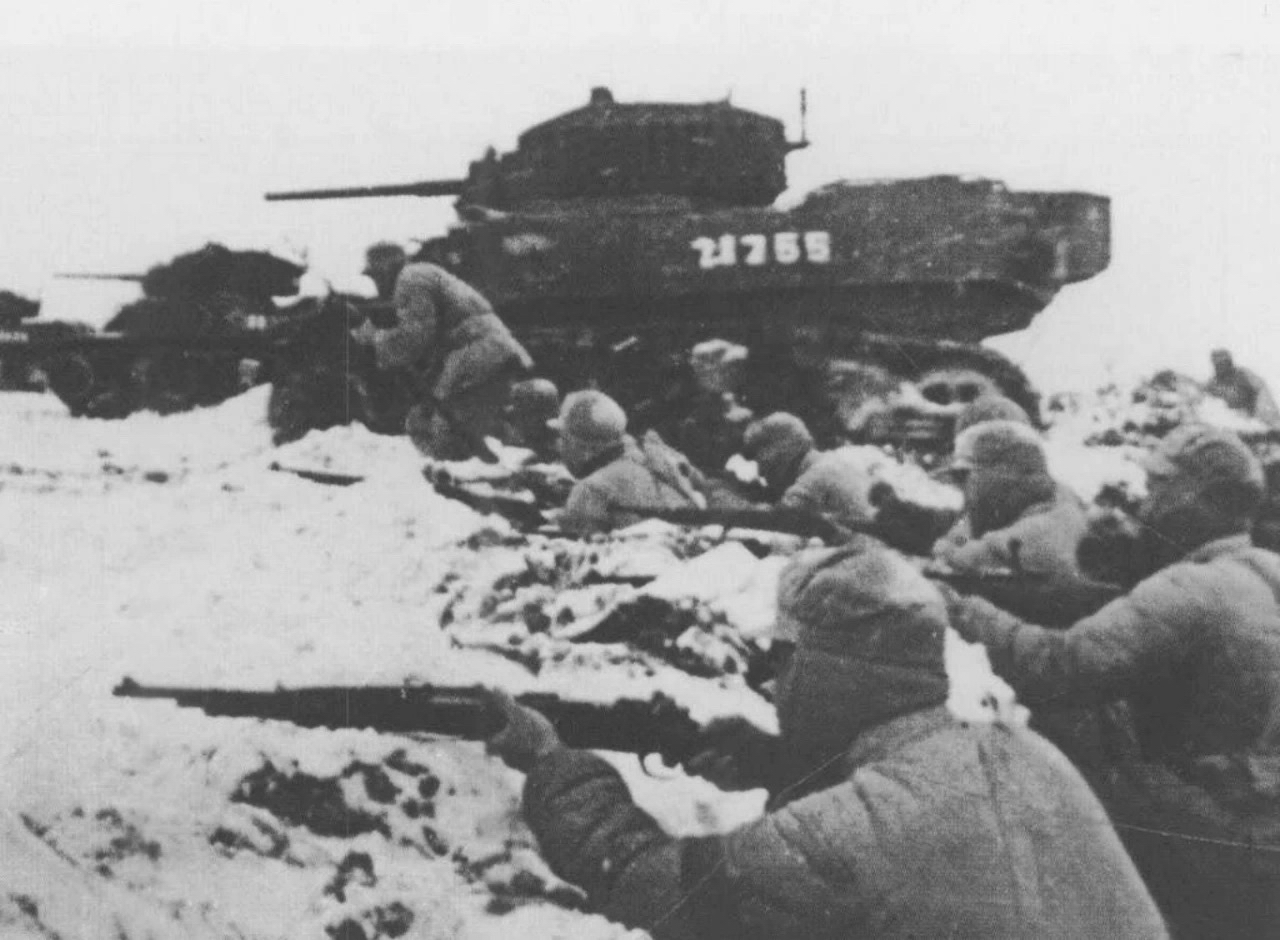
인민해방군 병사들이 M5 스튜어트 경전차의 지원을 받아 국민당 진지에 교전한다.

KMT 정부의 정예 병력과 대부분의 미국 장비 상실은 그들이 더 이상 공산주의 공격으로부터 양쯔강 삼각주를 효과적으로 방어할 수 없음을 의미했다. 해리 트루먼 대통령 휘하의 미국 정부는 장제스와 국민당 정부에 대한 신뢰를 완전히 잃었으며, 따라서 국민당에 더 이상의 군사 및 재정 지원을 거부했고, 본토에서 KMT 정권의 붕괴를 가속화했다.
톈진이 공산당에게 점령된 후, 베이핑의 국민당 수비군은 절망적인 상황에 처했고, 본토의 KMT 정권은 인민해방군에게 붕괴되었다. 1월 31일, 인민해방군은 베이핑에 진입하여 장악했다. 핑진 전역은 끝났다. 곧 새로운 중화인민공화국의 수도가 될 베이핑은 베이징으로 개칭되었다.

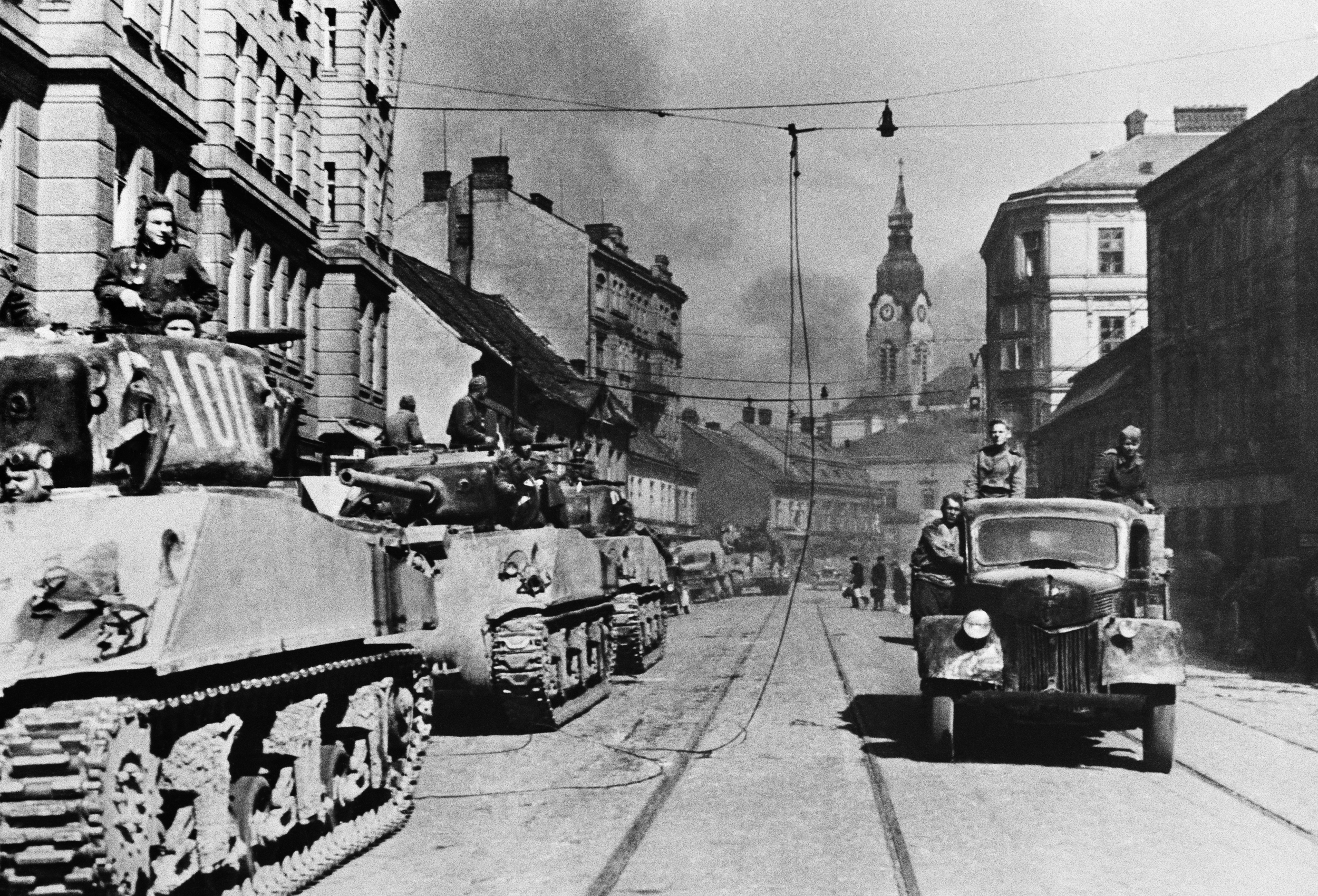
중국은 또한 소련으로부터 제2차 세계 대전 무기대여법 셔먼 M4A2E8 전차를 받았으며, 이는 76mm HVSS를 갖춘 "엠차"라고 불렸다.

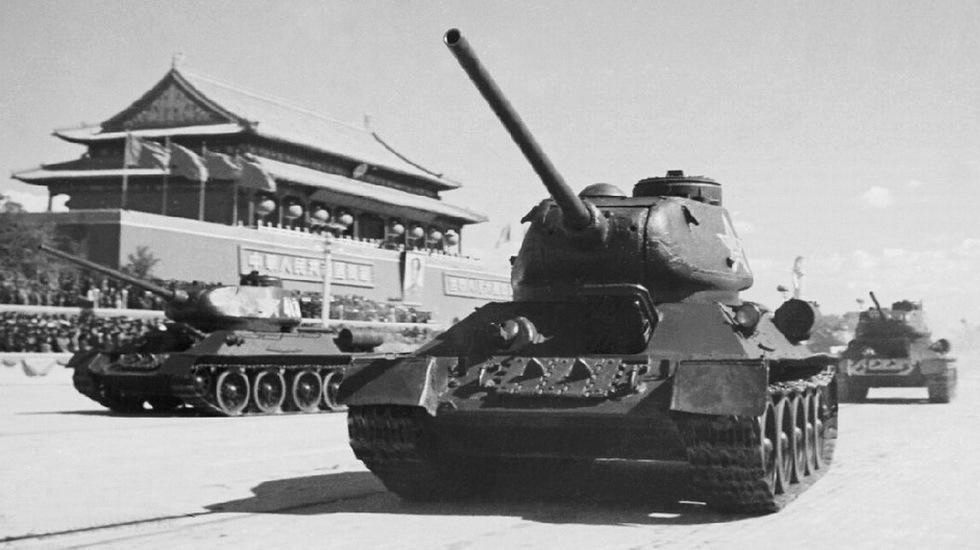
중국 T-34-85 전차.

1950년대 초, 소련은 중국에 1,837대의 T-34-85 전차와 제2차 세계 대전 당시의 무기대여법 잉여 전차를 제공했다. T-34-85 전차는 6.25 전쟁 동안 북한군과 중국군에서도 사용되었다. 1954년 미군 작전연구사무소의 "한국에서의 전차 대 전차 전투" 보고서는 6.25 전쟁에서 119건의 확실하거나 가능한 전차 대 전차 교전이 있었으며, T-34에 의해 격파된 미군 전차(버려졌지만 수리 가능한 범주 포함)는 38대였다고 밝혔다. 중국군은 전쟁 후반에 자신들의 T-34가 여러 대의 미군 전차를 파괴했다고 주장했는데, 이 시점에는 대부분의 북한군 T-34(약 400대 이상으로 추정)가 1950년 11월까지 파괴되거나 노획되었기 때문이다.

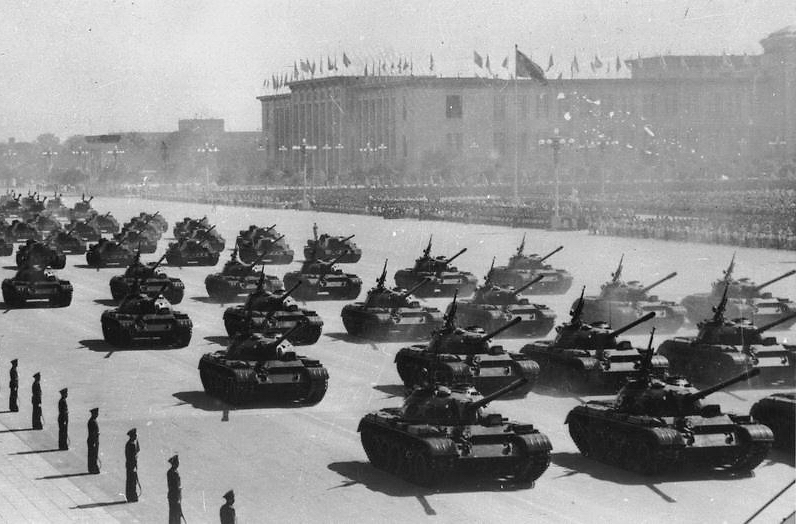
중국 59식 전차.

중소 우호 동맹 상호 원조 조약 체결 후, 소련은 1956년 T-54A 주력전차를 제조하기 위한 전차 제조 시설 건설을 중국에 지원하기로 합의했다. 처음에는 소련 공급 부품으로 전차를 조립했으며, 점차 중국제 부품으로 대체되었다. 이 전차는 1959년 인민해방군에 채택되었고,:16–17 59식이라는 명칭을 받았다. 59식 주력전차는 중국의 1세대 전차 개발을 대표한다. 59식 주력전차는 제조사 명칭으로 WZ-120으로도 알려져 있다. 1959년부터 1980년대 중반까지 대량 생산되어,:16–17 총 10,000대 이상이 생산되었다. 수년간 다양한 국내 및 서방 기술로 업그레이드되었다.

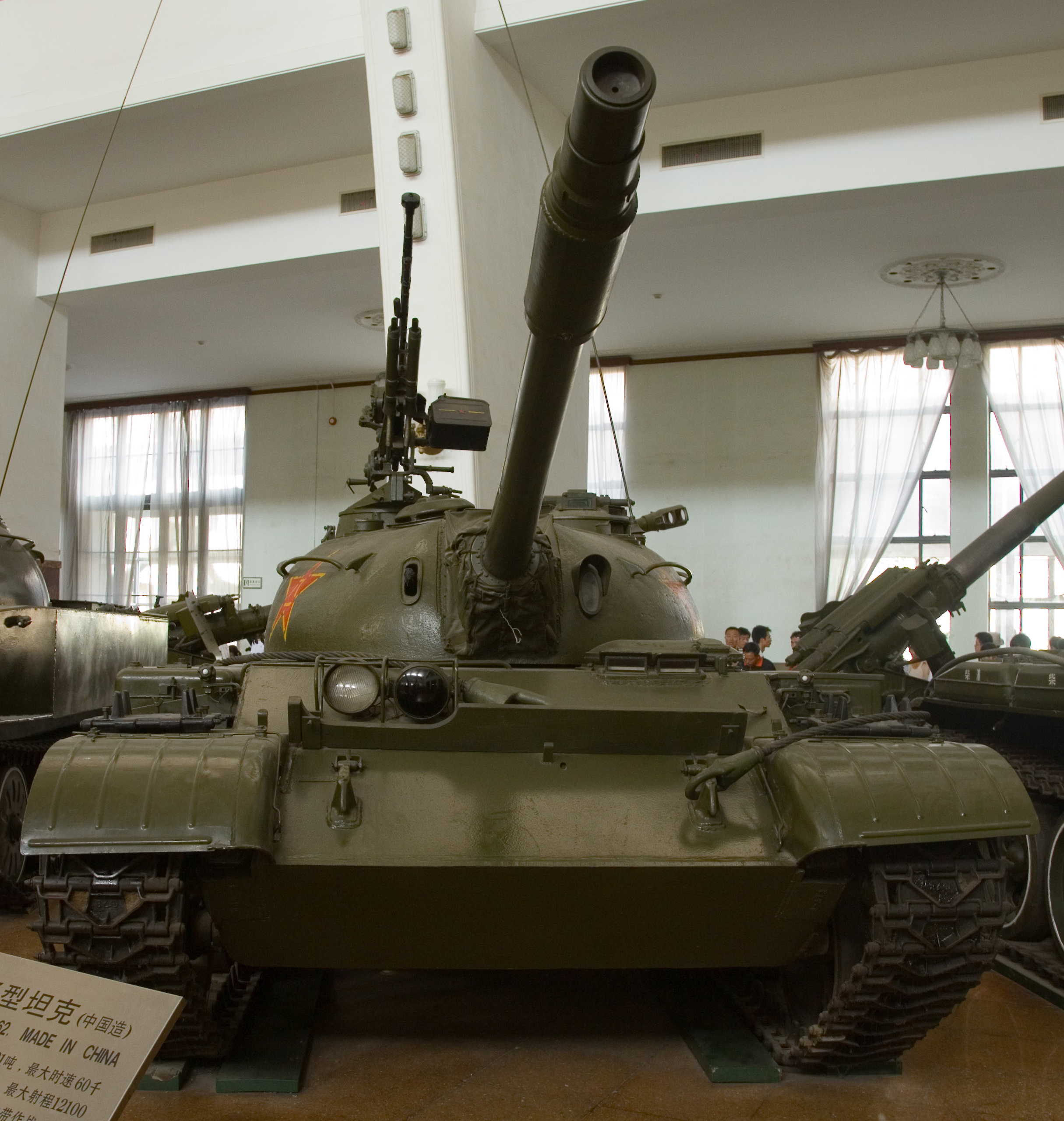
62식 경전차.

59식 주력전차가 개발될 때, 전차의 높은 중량으로 인해 중국 남부 지역에서 운용에 어려움이 있을 것이 분명해졌다. 이 지역들은 주로 산맥, 언덕, 논밭, 호수, 그리고 많은 경우 다리가 없거나 59식 주력전차의 무게를 견딜 수 없는 다리로 구성되어 있다. 따라서 1950년대 후반 중국 인민해방군 육군은 중국 남부 지역에 성공적으로 배치될 수 있는 경전차에 대한 요구 사항을 제출했다. 62식 경전차의 개발은 1958년에 674 공장(하얼빈 제1기계공업집단 유한공사)에서 시작되었다. 최초의 62식 경전차 시제품인 59-16식의 제작은 1960년에 시작되어 1962년에 끝났다. 이 전차는 1963년에 공식적으로 생산 및 인민해방군에 도입되었다. 62식 경전차에 63식 수륙양용 경전차의 포탑을 장착하려는 시도가 실패한 후, 새로운 포탑이 설계되어 62식에 장착되었다. 이 새로운 변형은 62식 G로 명명되었다.

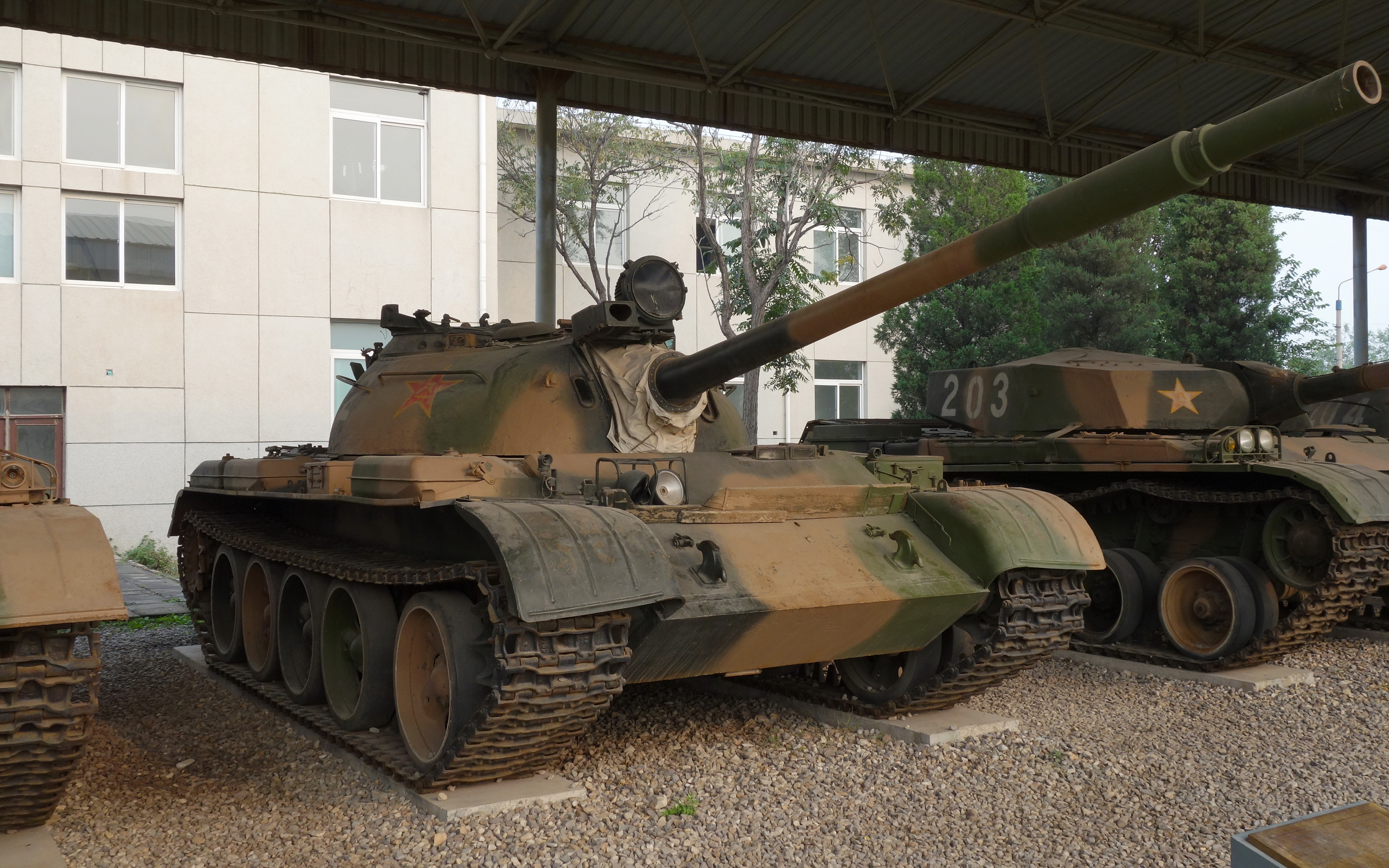
69식 전차.

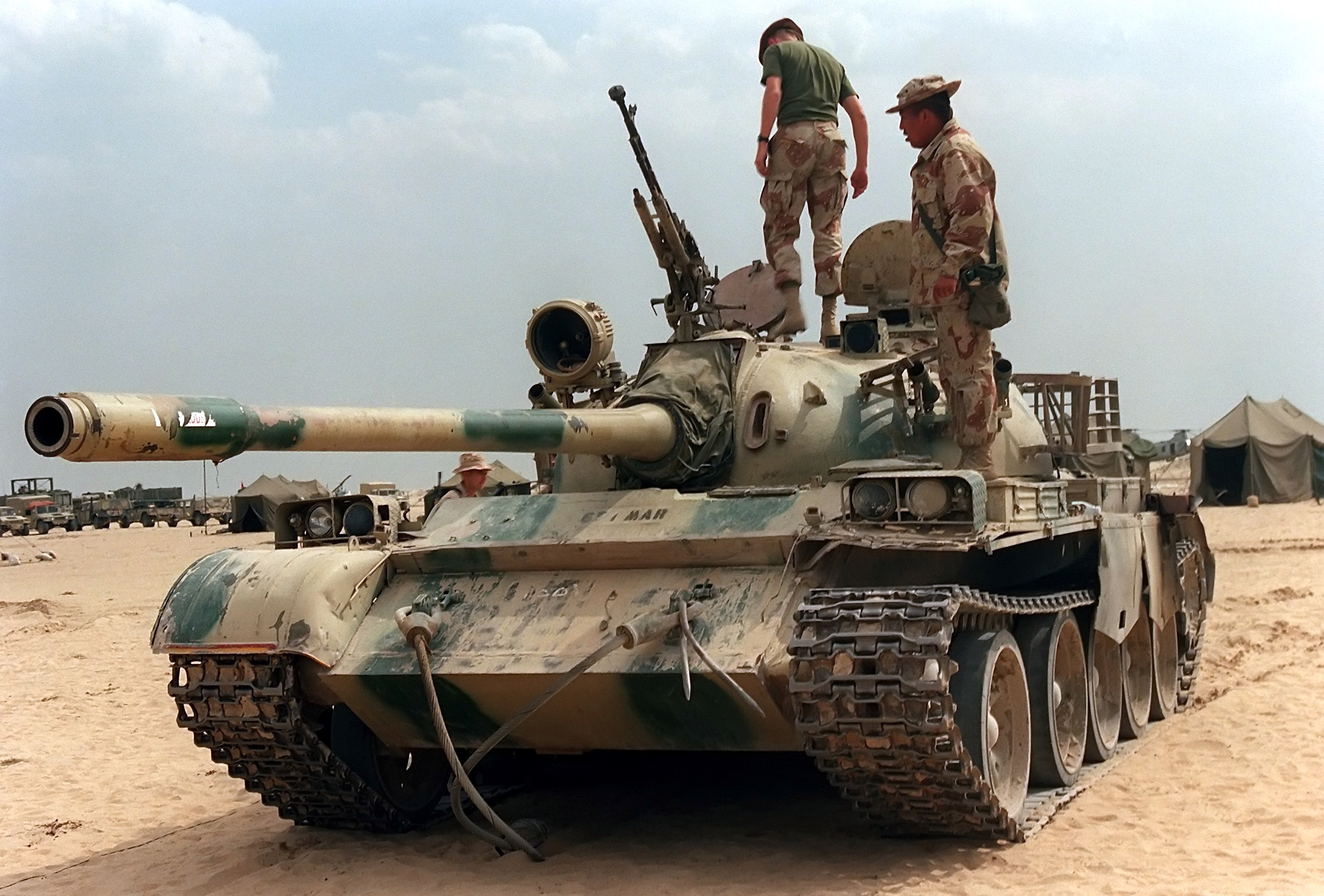
사막의 폭풍 작전 중 이라크에서 노획된 이라크 69-II식 전차.

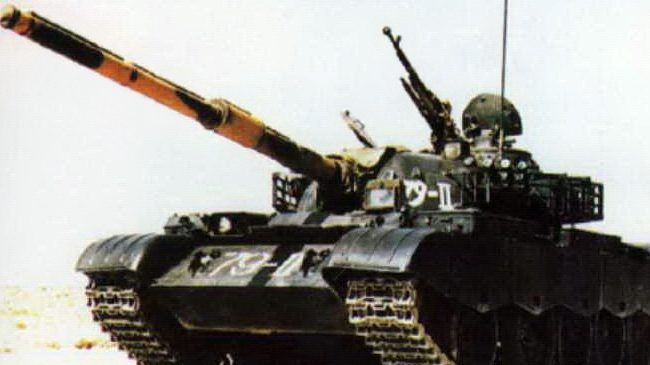
중국 79식 전차(69-III식, WZ-121D).

1969년 중소 국경 분쟁 당시, 중국의 617공장(현 내몽고 제1기계공업집단 유한공사)은 59식 설계를 개선하는 임무를 맡았다. 617공장은 노획한 소련 T-62 전차와 그 부품들, 예를 들어 루나 IR 서치라이트 시스템, 이축 안정화 115mm 활강포, 그리고 새로운 580마력 엔진을 연구하여 69식 설계에 복제 및 통합했다. 69식과 79식 전차는 중국이 독자적으로 개발한 최초의 주력전차가 되었다. 그러나 69식은 1982년이 되어서야 인민해방군에 정식 채택되었으며, 그마저도 제한된 수량으로만 채택되었다. 인민해방군은 69식의 성능에 만족하지 못했지만, 이 전차는 중국의 가장 성공적인 장갑차 수출품 중 하나가 되었다. 1980년대에 전 세계적으로 2,000대 이상이 판매되었다. 일부 서방 분석가들은 69식을 59식이 T-54A의 복제품인 것과 달리 소련 T-55의 중국 복제품으로 잘못 식별했다.
전차의 단순성, 견고성 및 저렴한 비용은 수출 시장에서 매력적이었고, 중국은 이란-이라크 전쟁 동안 양측에 수백 대를 판매했다.:18 많은 차량이 나중에 사담 후세인에 의해 걸프 전쟁과 2003년 이라크 전쟁에서 사용되었다. 69식과 79식 전차는 모두 구형 59식과 거의 동일한 차체와 포탑을 공유한다. 유일한 차이점은 두 최신 전차 모델이 다른 나라에서 노획하거나 구매한 더 나은 기술로 업그레이드되었다는 점이다.
1970년대에는 중소 국경을 따라 양측에서 150만 명이 넘는 병력이 주둔했다. 당시 중국의 최고 전차들은 T-62, T-64, T-72와 같은 새로운 소련 설계에 비해 압도적으로 뒤처졌다.
1980년대에 중국과 서방 간의 관계가 개선되면서 중국은 서방 기술을 일부 도입하여 무기 시스템을 개선할 수 있었다. 69식은 영국 마르코니 FCS 및 L7 105mm 포와 같은 서방 시스템으로 업그레이드되었다. 새로운 버전은 79식이라는 명칭을 받았으며, 이는 중국의 1세대 전차 개발의 마지막을 나타냈다. 그 결과, 새로운 전차 개발이 시작되었고, 여러 하위 계열을 포함하는 새로운 전차 계열이 탄생했다.

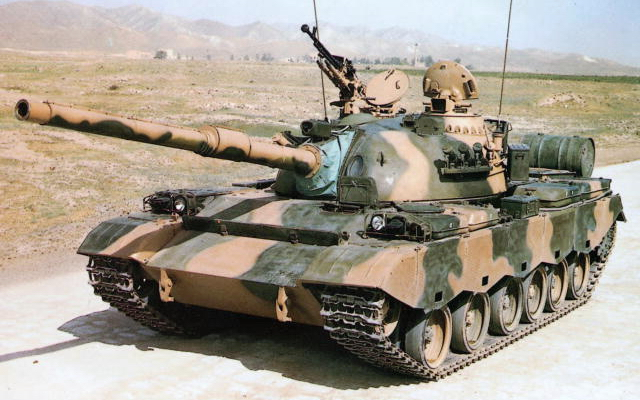
중국 80식 전차.

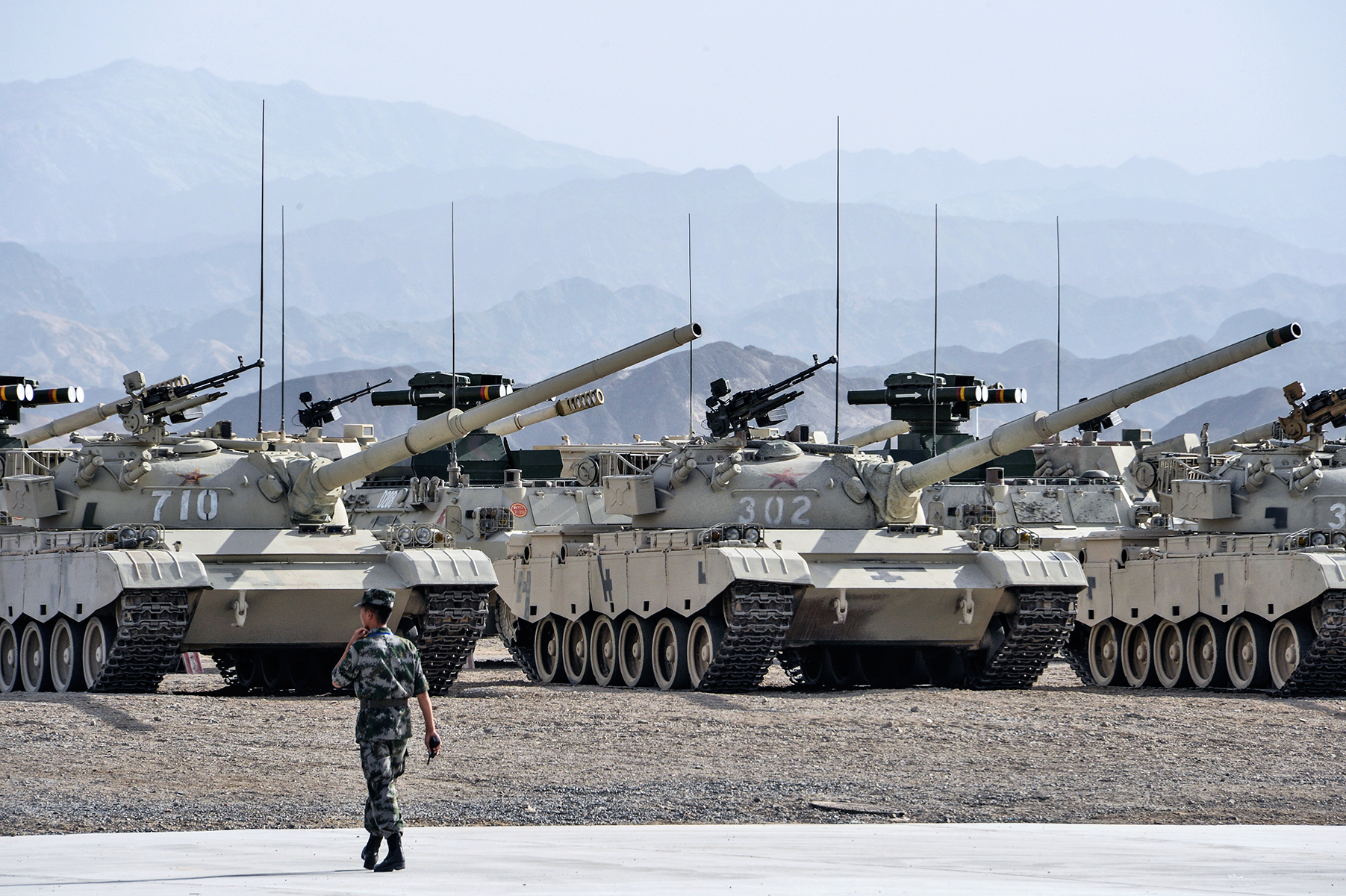
88식 A형 전차.

1970년대 후반, 중국의 617공장(주계약자), 616공장, 477공장, 201연구소(현 중국 북방 차량 연구소)는 중국의 새로운 2세대 전차를 개발하라는 지시를 받았다. 이 프로젝트는 1980년대에 수입된 서방 기술의 혜택을 받았다. 최초의 80식 주력전차는 구형 79식 주력전차 차체를 기반으로 했지만, 새로운 중국제 바퀴/궤도, 독일 설계 730마력 디젤 엔진, 영국 설계 이축 안정화 레이저 거리 측정기 장착 사격 통제 장치, 그리고 오스트리아에서 라이선스 생산된 나토 표준 105mm 포를 장착했다. 이 전차의 개량형은 1988년 인민해방군 명칭 88식으로 도입되었다. 88식 전차는 다른 중국 전차 시리즈와 달리 이전 전차의 여러 계열 버전을 포함한다는 점에서 독특하다. 88식 계열 주력전차의 생산은 1995년에 중단되었다. 89식 구축전차는 1988년에 도입된 중국의 장갑차량이다. 120mm 활강포로 무장한 이 전차는 복합장갑과 120mm 및 125mm 구경 포로 무장한 신형 서방 및 러시아 주력전차에 대항하기 위해 고안되었다. 성공적인 개발 과정에도 불구하고 냉전이 끝나면서 이 무기가 더 이상 필요하지 않다는 것이 분명해졌다. 약 100대가 생산된 후 생산이 중단되었다.

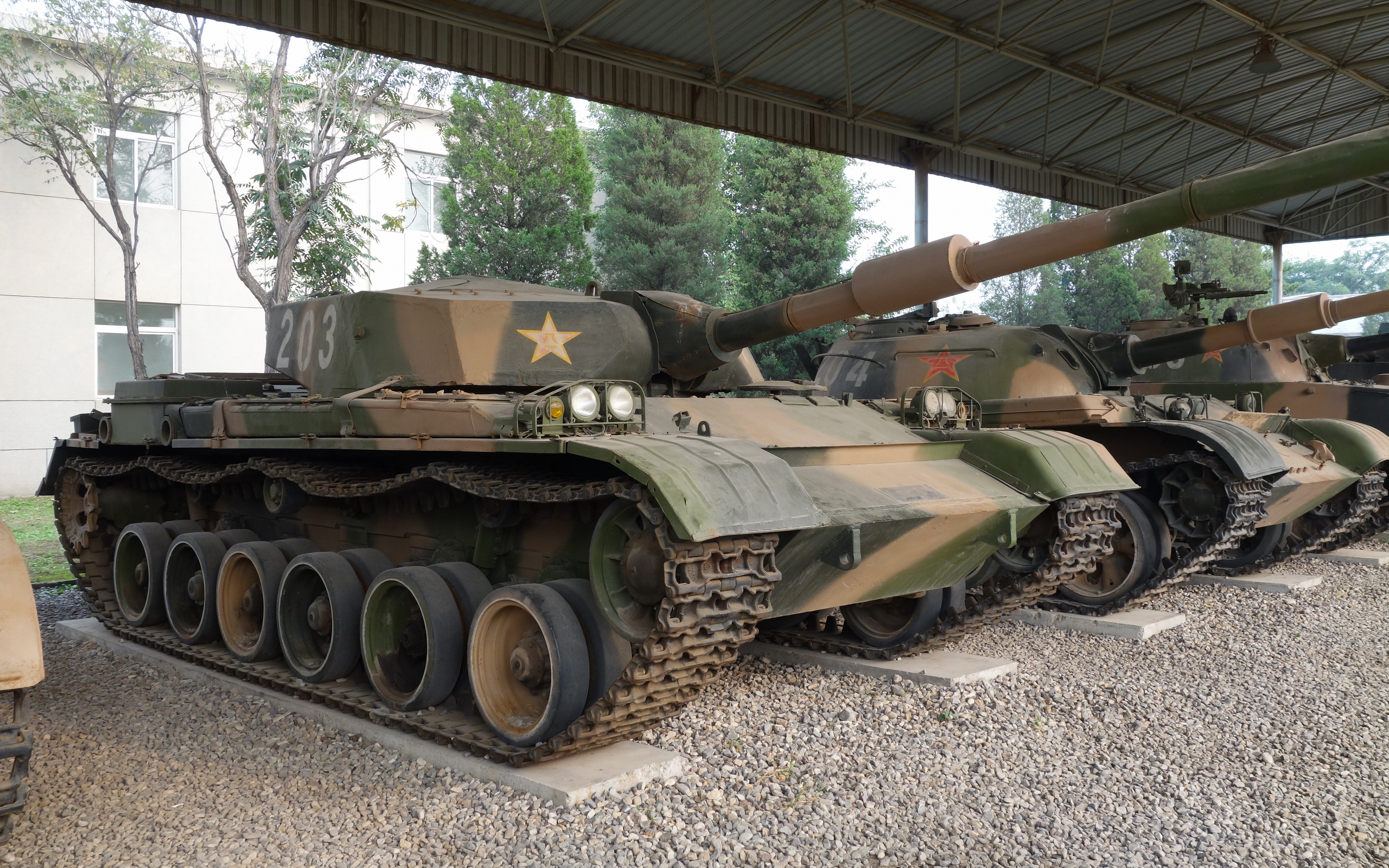
중국 스톰-1 (85식) 전차.

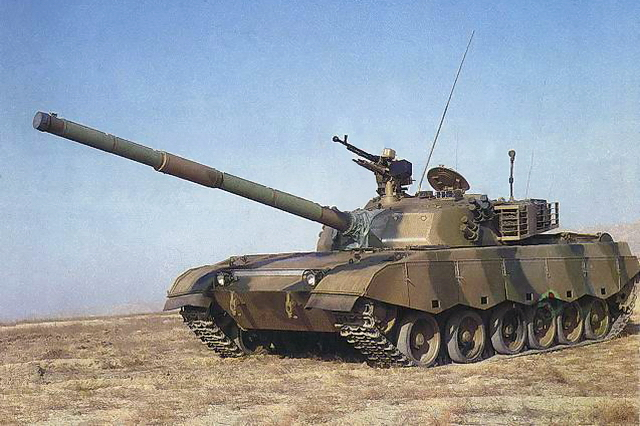
85식-IIM 전차.

중국의 북방공업집단공사 (노린코)는 1988년에 자체 버전인 85식 주력전차를 공개했다. 인민해방군은 처음에는 85식 주력전차를 채택하지 않았고, 파키스탄 수출용으로 (85식-IIAP 및 85식-IIM으로) 추가 개발되었다. 이는 1980년대 후반 중국이 소련 T-72 견본(이라크군으로부터 노획한 이란 견본으로 보도됨)을 입수하면서 크게 바뀌었다. 남아공은 중국과 함께 80식 전차의 서방제 105mm 포가 T-72 전차의 장갑을 뚫을 수 있을 뿐만 아니라 T-72의 주포도 80식뿐만 아니라 모든 중국 전차의 장갑을 쉽게 뚫을 수 있다는 사실을 발견했다. 인민해방군이 보유한 현용 전차의 개선이 필요했으며, 이는 1991년 걸프 전쟁 중 인민해방군이 자신들이 수출한 현용(1991년 당시) 전차들이 서방 주력전차에 비해 크게 열등하다는 것을 관찰하면서 더욱 분명해졌다. 3세대 전차 개발과 기존 2세대 설계 개선에 우선순위가 주어졌다. 그 결과, 85식 전차는 80식의 직접적인 개발이었다.
85식-IIM에서 얻은 전문 지식을 포함하여 추가 개선이 이루어진 후, 이 버전은 1996년 인민해방군에 의해 채택되어 1997년 96식으로 도입되었다. 96식이 사용 가능해지면서 88식의 생산은 중단되었고, 96식은 88식보다 더 많은 수량으로 대량 생산되었지만, 때때로 88식 C로 오인되기도 한다.

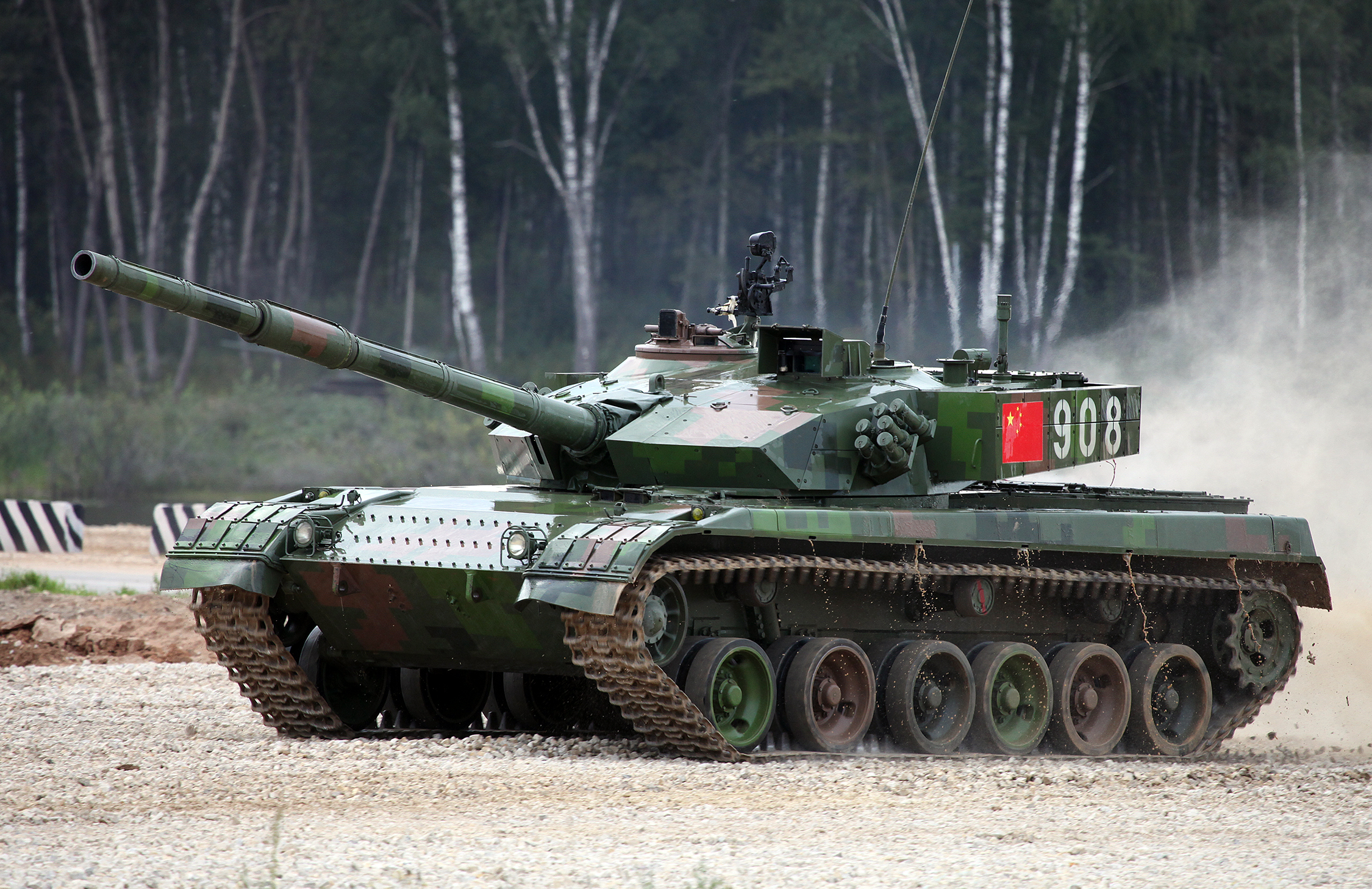
중국 96식 A형 전차.

85식과 88식에 비해 96식은 향상된 전자 장비와 서구식 포탑을 특징으로 한다. 최근 사진은 96식이 99식과 유사하게 추가 장갑 모듈과 폭발반응장갑으로 대폭 개량되었음을 시사한다. 내부 전자 장비 또한 99식 표준으로 업그레이드되었을 수 있다.
1995년, 노린코는 1,000마력 디젤 엔진과 폭발반응장갑 (ERA)을 갖춘 85식-III 시제품을 개발했는데, 이는 마침내 엔진 문제를 해결한 후 더 강력한 엔진을 특징으로 한다.
1981년 80식이 중화인민공화국의 2세대 전차로 지정된 후, 중국군 내부에서는 더 진보된 3세대 전차가 여전히 필요하다는 주장이 제기되었다. 이 중 두 가지 주요 진영이 등장했다. 한 그룹은 3명의 승무원과 125mm 자동장전포를 갖춘 소련 T-72 기반 설계를 주장했다. 다른 그룹은 전차 전면에 동력 장치가 더 가까이 있고, 120mm 반자동 장전포, 고출력 디젤 또는 가스 터빈 엔진을 갖춘 이스라엘 메르카바 스타일 설계를 선호했다. 이러한 분열로 인해 프로젝트는 몇 년간 지연되었다. 마침내 1984년 7월, 육군은 T-72 기반 설계로 결정했다. 1986년 여름, 이 계획은 중국 국무원과 중앙군사위원회에 제출되었다. 같은 해 승인되었고, 중국의 제7차 5개년 계획의 주요 무기 개발 프로그램에 포함되었다.
중국 정부는 구형 전차가 비효율적이 되어감에 따라 차세대 주력전차에 첨단 기능을 통합하여 전차 전력을 현대화하기로 결정했다. 그 결과 나온 전차는 T-72 또는 T-80과 유사한 차체를 가졌지만, 대부분의 서방 전차와 같은 용접 포탑을 가지고 있었다. 목표는 소련 T-80을 격파하고 독일 레오파르트 2의 능력에 근접할 수 있는 전차를 만드는 것이었다.
90식은 장갑에 모듈식 설계 개념을 통합한 최초의 중국 전차였다. 다음 재설계는 파키스탄의 차세대 주력전차 수출 모델인 90식-I로 알려졌으며, 영국 퍼킨스 슈루즈베리 CV12-1200 TCA 디젤 엔진 (챌린저 2 전차에 사용)과 프랑스 SESM ESM 500 자동 변속기 (르클레르 전차에 사용)를 장착했다. 그러나 1998년 파키스탄 핵실험 이후 무기 금수 조치로 인해 프로젝트는 포기되었다.
금수 조치와 해외 산업 의존 문제를 피하기 위해 90식-I의 동력 장치는 국내 중국제 동력 장치로 교체되어 90식-II로 명명되었다. 그러나 그 결과는 실망스러웠으며, 북중국의 건조한 환경과 파키스탄의 혹독한 사막 기후에서 신뢰성 기준을 충족하지 못했다.
이전 90식 버전의 동력 장치 단점을 극복하기 위해 우크라이나 6TD 디젤이 선택되었다. 90식-II의 최종 전차 설계는 90식-IIM으로 명명되었다. 중국 기업 노린코는 2001년 3월 아부다비 방산 박람회에서 신형 90식-IIM을 MBT 2000이라는 수출명으로 선보였다. 우크라이나 엔진으로 구동되며 파키스탄 국내 생산용으로 고안된 버전은 알-할리드라고 명명되었다. 이 선택은 파키스탄이 이 버전을 알-할리드 주력전차로 채택하기로 결정할 만큼 인상적이었고, 2007년까지 MBT-2000을 기반으로 파키스탄에서 600대의 전차가 생산될 예정이었다.

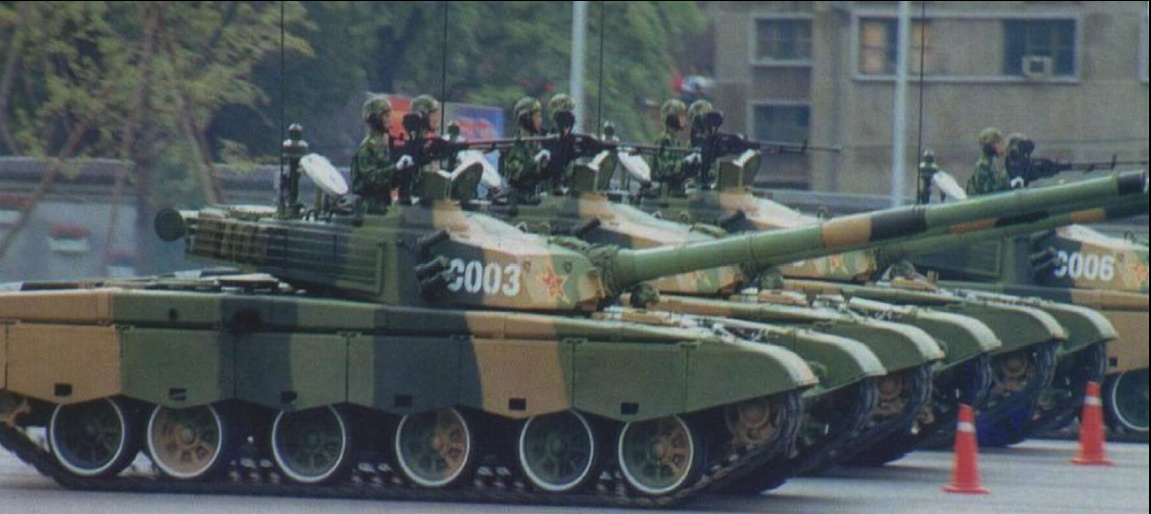
중국 98식 전차.

1989년 봄, 노린코는 중국 정부와 99식 생산 계약을 체결했다. 다음 해 초, 617공장은 최초의 99식 시제품을 생산했다. 1993년, 99식의 전면 장갑판은 정부 사양을 충족하기 위해 600mm에서 700mm로 증가되었다. 1994년 8월, 노린코가 생산한 두 대의 시제품은 중국 남부에서 기후 내구성 시험을 거쳤다. 시험 기간 동안 시제품은 3800km를 주행했고 200발이 발사되었다. 1994년 9월, 베이징 외곽의 투올리 및 화이후링 지역에서 신뢰성과 도하 시험이 수행되었다. 또한 1995년부터 1996년까지 세 대의 시제품은 헤이룽장 타허현에서 북극 기후 시험을 거쳤다.

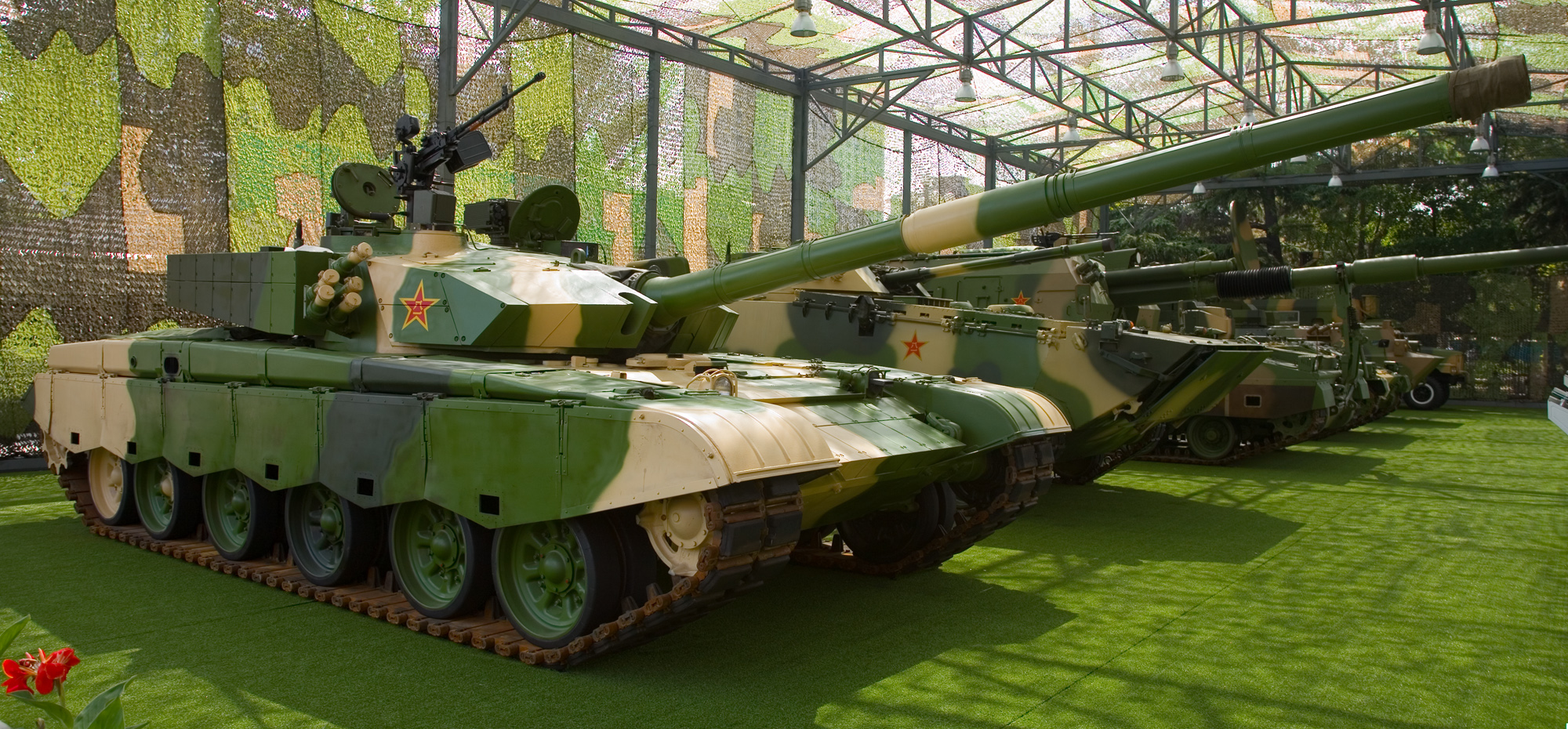
중국인민혁명군사박물관에 있는 중국 99식 전차.

1996년 3월 12일, 99식 프로젝트는 공식적으로 개발의 최종 단계에 진입했다. 1996년 5월, 노린코의 617공장은 최종 시제품 조립을 시작했다. 1996년 12월 말, 두 대의 최종 시제품은 추가 북극 시험을 위해 다시 타허로 운송되었다. 두 달간의 시험 기간 동안 시제품은 총 6,900km를 주행했고 20가지 정부 시험 프로그램을 완료했다. 마침내 1999년 말, 5년 이상의 광범위한 정부 시험을 거쳐, 당시 98식(중국 산업 명칭: 9910)으로 알려진 설계가 완전히 완성되었다. 그 화력, 통제 시스템, 장갑 및 전자 장비는 육군에 의해 프로젝트의 원래 목표를 충족하거나 초과한 것으로 평가되었다. 98식의 소규모 생산은 1999년 중화인민공화국 국경절 퍼레이드에 전차를 선보일 수 있도록 제때 시작되었다.
98식 전차 완성 후, 중국 정부 내에서 전차의 개량형에 대한 연구가 계속되었다. 이러한 프로그램으로 99식이 탄생했는데, 이는 98식의 개선된 버전으로 신뢰성이 향상되었다. 2001년 말, 40대의 99식 전차로 구성된 첫 번째 부대가 정규군에 도입되었다. 98식은 결국 2001년 정부에 의해 공식적으로 공개된 현재의 99식으로 발전했다. 99식의 최종 버전은 이전 모델의 1,200마력 파워트레인과 달리 1,500마력 엔진을 포함했다. 또한 레오파르트 2A5 스타일의 경사 화살형 장갑판이 포탑 전면에 추가되었고, 측면에는 추가 복합 장갑층이 보강되었다.

## 전차별 개요
(상당한 수량으로 제작된 전차만 나열됨.)
중화인민공화국은 건국 이래 자체 무기를 설계하고 제작해 왔다. 이러한 설계 중 상당수는 외국의 (주로 소련의) 영향을 받았지만, 중국은 점점 더 자체적인 해결책을 개발하고 있다.
조직적인 관점에서 볼 때, 중국의 전차 개발은 세 가지 세대로 나눌 수 있다. 1세대는 소련 T-54A와 그 파생형으로, 중국에서는 59식과 69/79식으로 생산되었다. 2세대 주력전차는 80식으로 시작하여 88식과 96식으로 더욱 확장되었으며, 서로 다른 연구소에서 병행 개발되었지만 모두 중국 북방공업집단공사(NORINCO)의 자금 지원을 받았다. 3세대는 99식 시제품 개발에서 시작하여 최신 99식 전차를 산출하기 위해 대폭 수정되었다.
다음은 상당한 수량으로 제작된 전차 목록이다.

### 59식

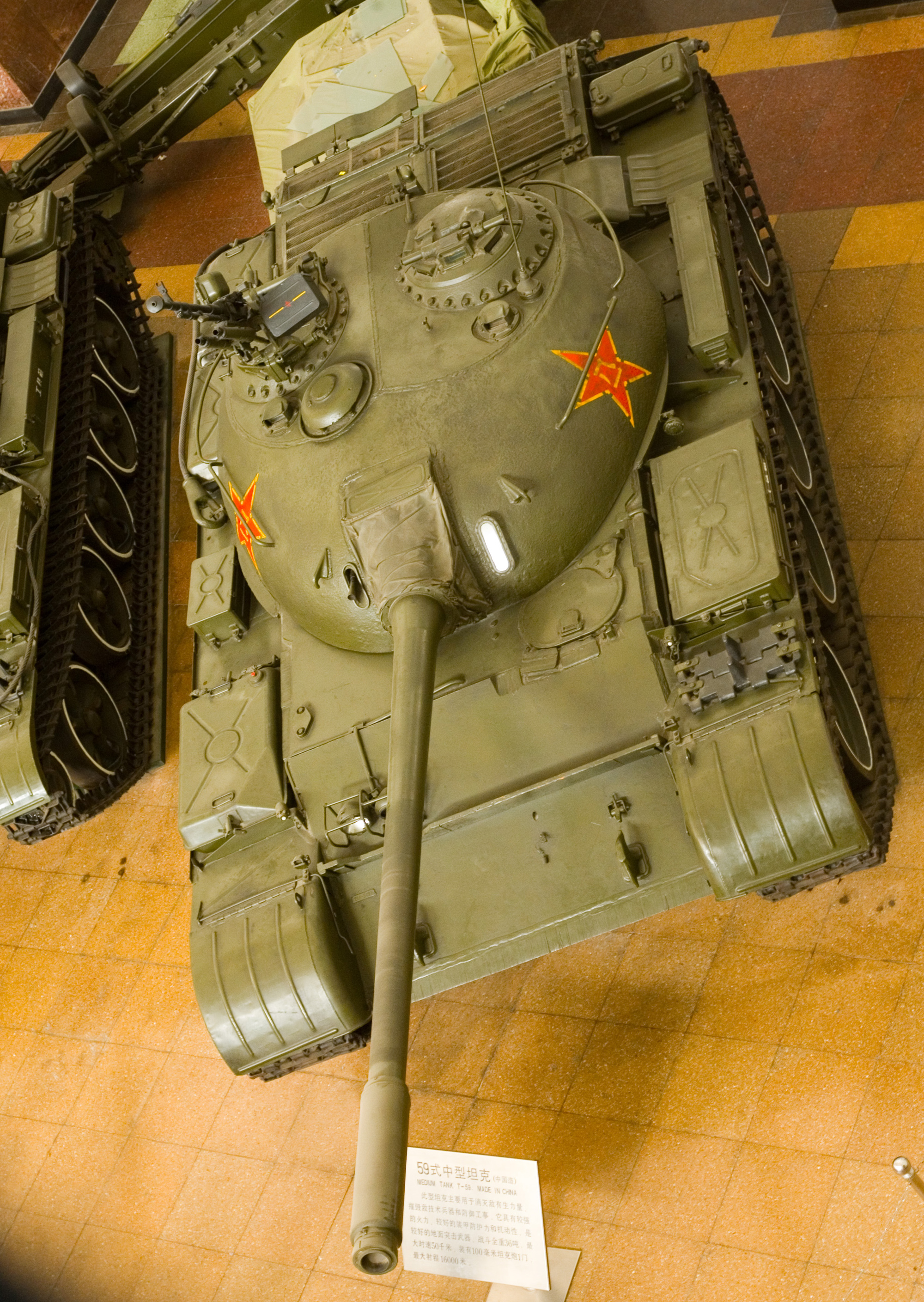
중국인민혁명군사박물관에서 위에서 본 59식 전차.

59식 전차 (중국 산업 명칭: WZ120) 주력전차는 소련 T-54A 전차의 중국 생산 버전으로, 보편적인 T-54/55의 개선형이다. 59식은 중국에서 건조된 최초의 전차였다.
최초의 차량은 1958년에 생산되었으며 1959년에 운용이 승인되었고, 1963년부터 양산이 시작되었다. 1980년에 생산이 중단될 때까지 약 9,500대의 전차가 생산되었으며, 이 중 약 5,500대가 중국군에서 운용되었다. 이 전차는 21세기에도 중국 중국 인민해방군의 중추를 형성했으며, 2002년에는 후기형인 59식-I 및 59식-II 변형 약 5,000대가 운용 중인 것으로 추정된다.
본질적으로 59식은 초기 생산 소련 T-54A와 동일하지만, 몇 가지 주요 차이점이 있다. 59식은 원래 T-54에 있었던 적외선 탐조등이나 주포 안정화 장치가 장착되지 않았다.

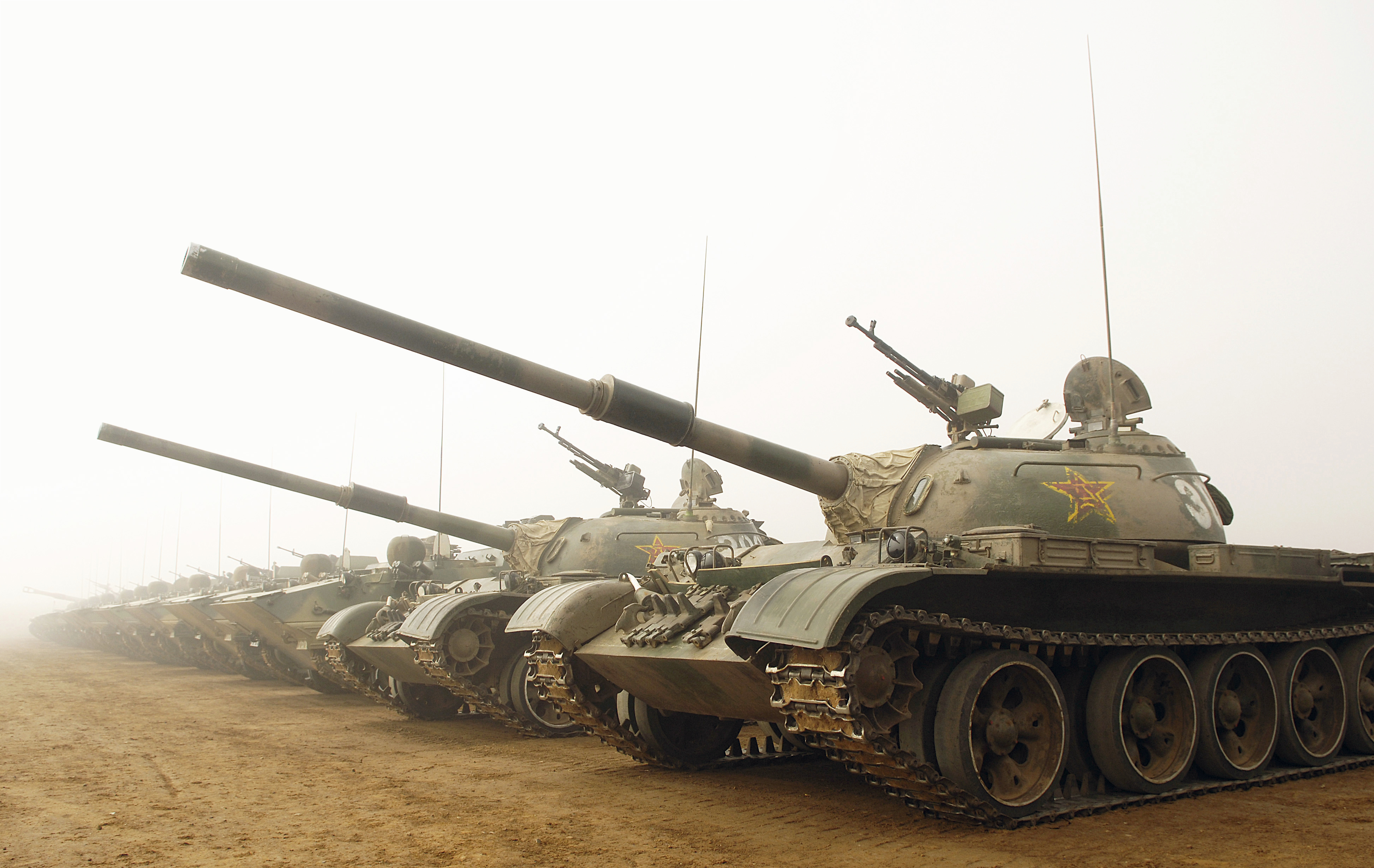
선양 훈련 기지에 있는 중국 장갑차량, 전경에는 59식-II 전차가 보인다.

59식은 전방에 전투실, 후방에 엔진실, 차체 중앙에 주조된 돔형 포탑을 갖춘 재래식 전후 배치이다. 차체는 용접된 강철로 만들어졌으며, 전면 하부 경사 장갑은 99mm에서 차체 바닥은 20mm에 이른다. 포탑은 100mm에서 39mm 두께이다.
운전수는 차체 전방 좌측에 앉으며, 그의 좌석 바로 위에는 왼쪽으로 열리는 해치가 있다. 운전수는 덮개를 닫았을 때 전방과 약간 우측을 볼 수 있는 두 개의 팝업 시야 블록을 가지고 있다. 전차장, 포수, 탄약수는 포탑에 앉는다. 전차장 해치는 포탑 왼쪽에 있으며, 포수는 전차장 앞쪽 아래에 앉는다. 탄약수는 포탑 오른쪽에 앉으며, 그의 위에는 해치가 있다. 포탑은 회전하지 않는 바닥을 가지고 있어 승무원의 작동을 복잡하게 했다.
59식은 운용 기간 동안 100mm 59식 강선포를 105mm 강선포로 교체하는 등 여러 차례 개량되었다. 또한 69식 및 79식 전차를 포함한 여러 후기 중국 전차 설계의 기반이 되었다.

### 62식

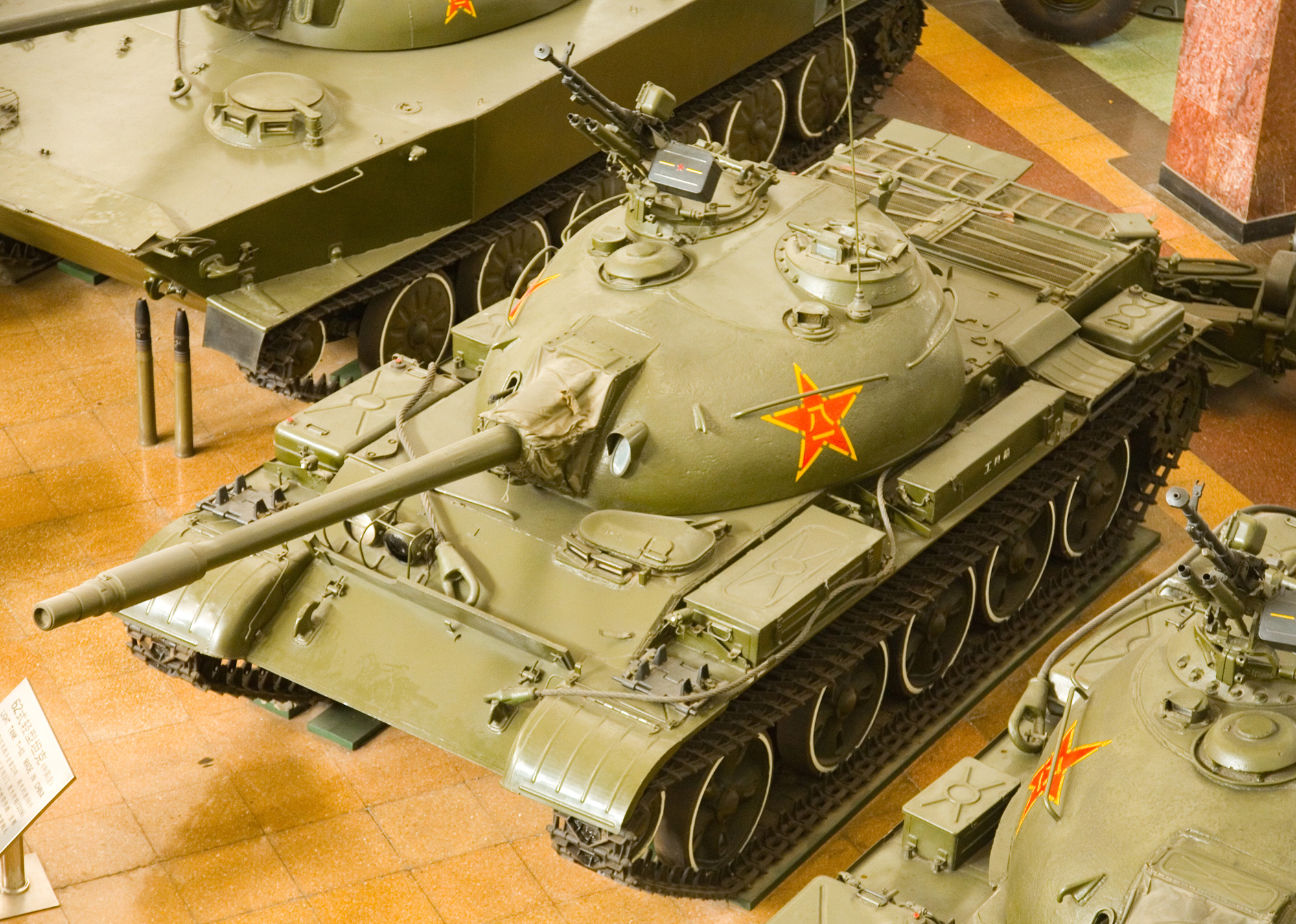
중국인민혁명군사박물관에 있는 중국 62식 경전차.

노린코 62식 전차는 1960년대 초 개발된 중국 경전차로, 주포 구경을 줄이고 장갑을 가볍게 하며 중량을 줄이기 위해 전자 장비 및 기타 장비를 줄여 59식을 기반으로 했다. 인민해방군에 전용 경전차를 제공하기 위해 현대 표준에 맞게 업그레이드되었다. 산업 명칭인 WZ132로도 알려져 있다. 최초의 62식 경전차 시제품인 59–16식의 제작은 1960년에 시작되어 1962년에 끝났다. 이 전차는 1963년에 공식적으로 생산 및 인민해방군에 도입되었다. 중국-베트남 전쟁에서 얻은 경험을 바탕으로 62식의 업데이트가 설계되었다. 이는 33가지의 다른 개선 사항으로 구성되었으며 62식-I으로 명명되었다.
62식 경전차에 63식 A형 수륙양용 경전차의 포탑을 장착하려는 시도가 실패한 후, 새로운 포탑이 설계되어 62식에 장착되었다. 이 새로운 변형은 62식 G로 명명되었다.
62식 전차는 2013년 초 중국군에서 퇴역했다.

### 63식

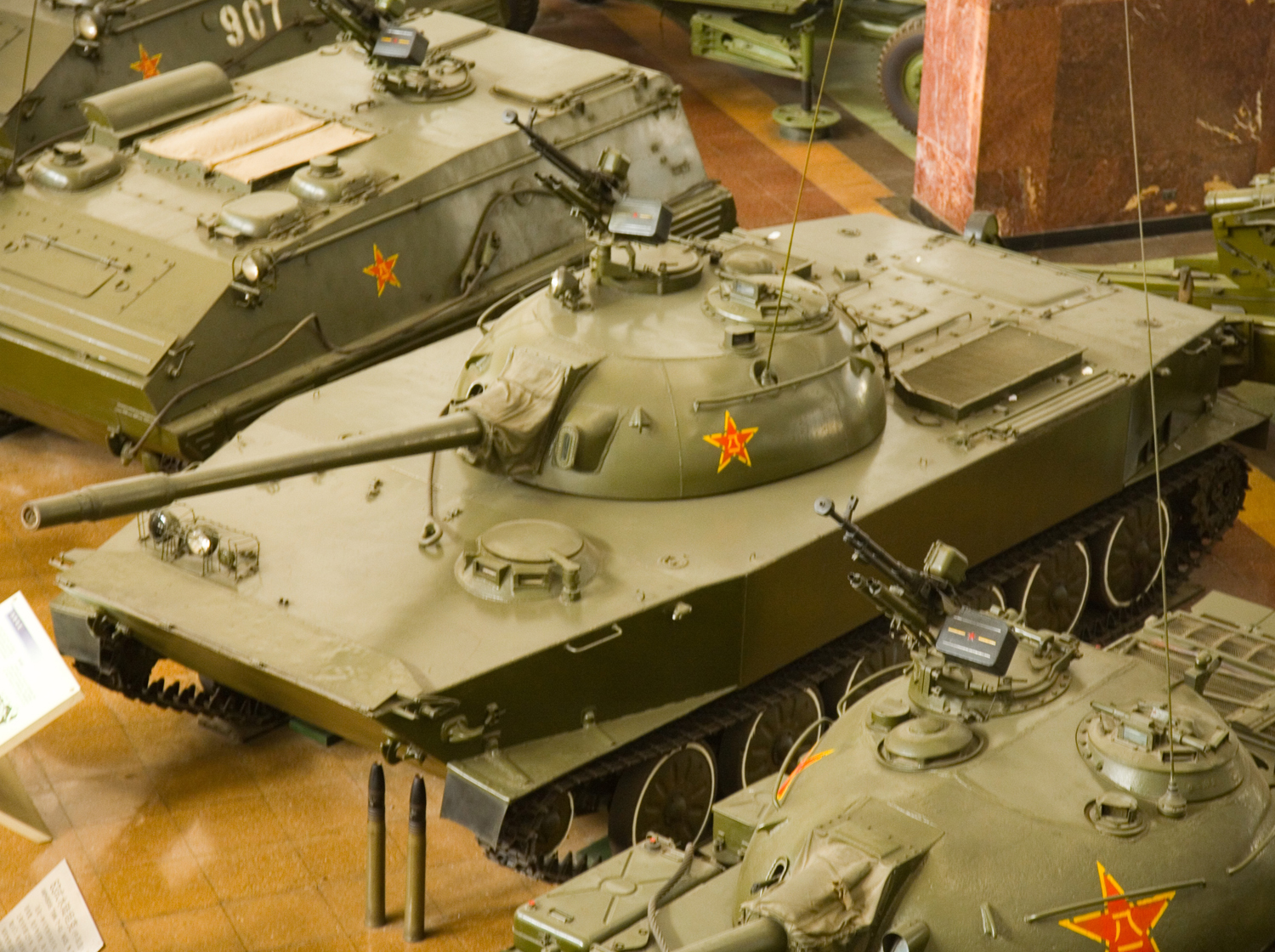
중국인민혁명군사박물관에 있는 중국 63식 경전차.

노린코 63식 전차는 1960년대 초 개발되어 1963년에 처음 실전 배치된 중국 수륙양용 경전차로, 중국에서 생산되었던 이전 소련 PT-76의 경험을 바탕으로 개발되었다. 중국은 1950년대 중반에 몇 대의 PT-76 수륙양용 경전차를 확보했다. 1958년 10월, 인민해방군은 PT-76 설계를 기반으로 한 국산 수륙양용 전차를 개발하기로 결정했다. WZ221 (60식)이라는 시제품이 제작되어 1959년에 시험되었으나, 이 설계는 여러 가지 문제점을 안고 있어 개선된 버전의 개발로 이어졌다. 이 전차는 군사공학연구소(MEI)와 제5기계공업부 제60연구소가 공동으로 개발했다. 시제품은 1962년에 완성되었고, 광범위한 시험(주로 강, 호수, 바다 장애물 횡단 관련)을 통과한 후, 1963년 4월에 수륙양용 경전차의 최종 설계가 승인되어 공식적으로 63식으로 명명되었다. 63식은 일반적인 전차 배치와 같다: 전방에 조종실, 중앙에 전투실, 후방에 엔진실. 외형적으로는 PT-76과 유사하지만 소련 모델과는 몇 가지 본질적인 차이점이 있다. PT-76의 3인 승무원 대신 63식은 효율성을 높이기 위해 4인 승무원을 운용한다. 63식 A형(ZTS63A로도 알려짐)은 내륙 강과 호수에서의 도하 작전을 위해 설계된 63식 수륙양용 경전차의 개량형이다.

### 69/79식

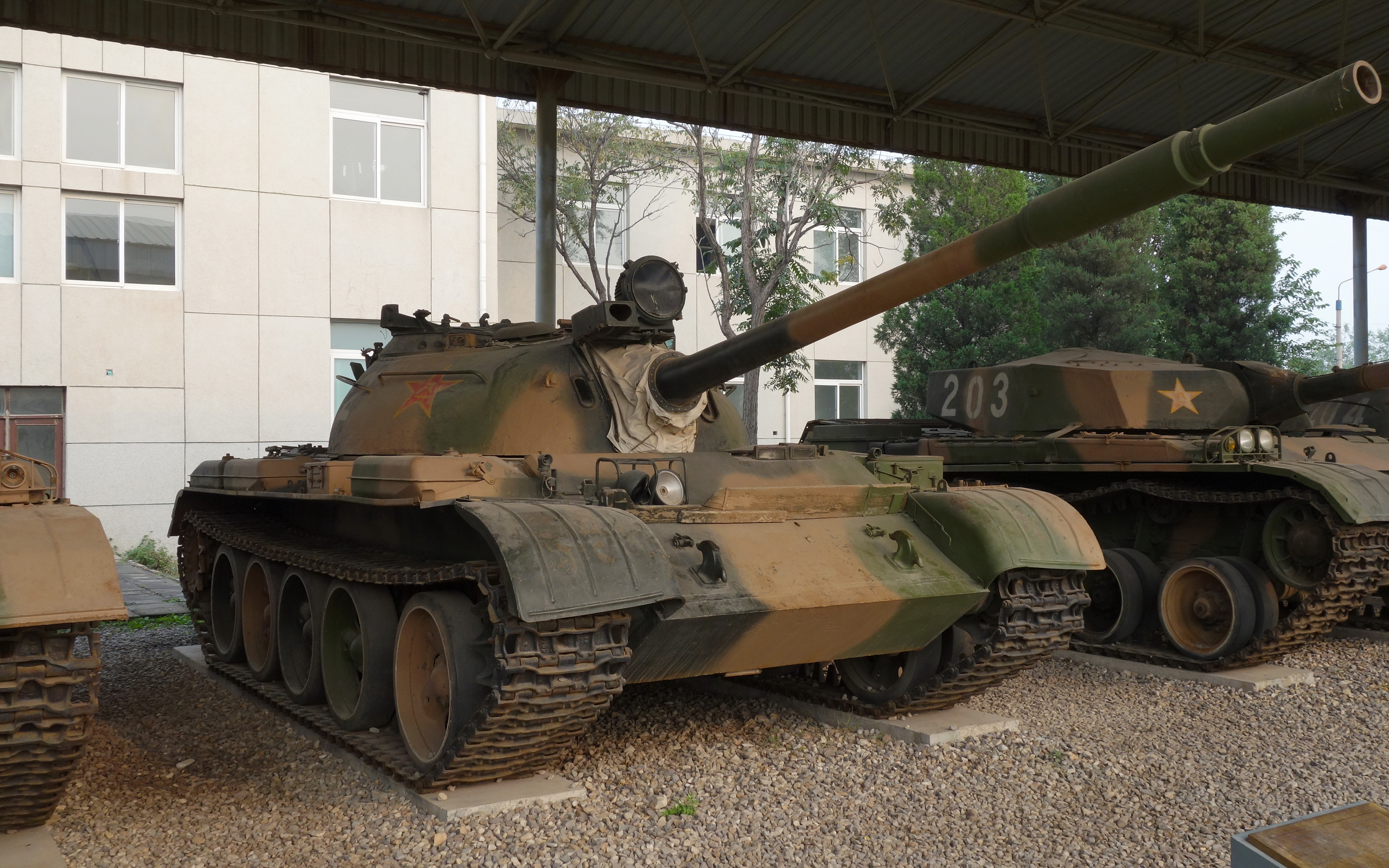
69식 전차.

1969년 진바오 섬 전투 중 중국 인민해방군에 의해 소련 T-62 전차 한 대가 손상되어 노획되었다. T-62(545호)는 1969년 3월 15일 아침 인민해방군 반격 중 56식 (RPG-2의 중국 복제품) RPG 발사기에서 발사된 로켓 추진 유탄에 맞았다. 1969년 3월 16일, 소련군은 사망자를 수습하기 위해 섬에 진입했다. 중국군은 발포를 중단했다. 1969년 3월 17일, 소련군은 손상된 T-62를 섬에서 회수하려 했으나 중국 포병의 저지로 실패했다. 3월 21일, 소련군은 전차를 파괴하려 폭파반을 보냈다. 중국군은 발포하여 소련군을 저지했다. 전차는 나중에 중국군에게 노획되어 연구되는 것을 피하기 위해 얼어붙은 우수리강에 가라앉았다. 4월, 중국 해군 잠수부의 도움으로 인민해방군은 T-62 전차를 물 위로 끌어올렸다. 이 전차는 나중에 연구되었고, 그 연구에서 얻은 정보는 69식 주력전차 개발에 사용되었다. 이 전차는 나중에 중국군사박물관에 기증되었다.

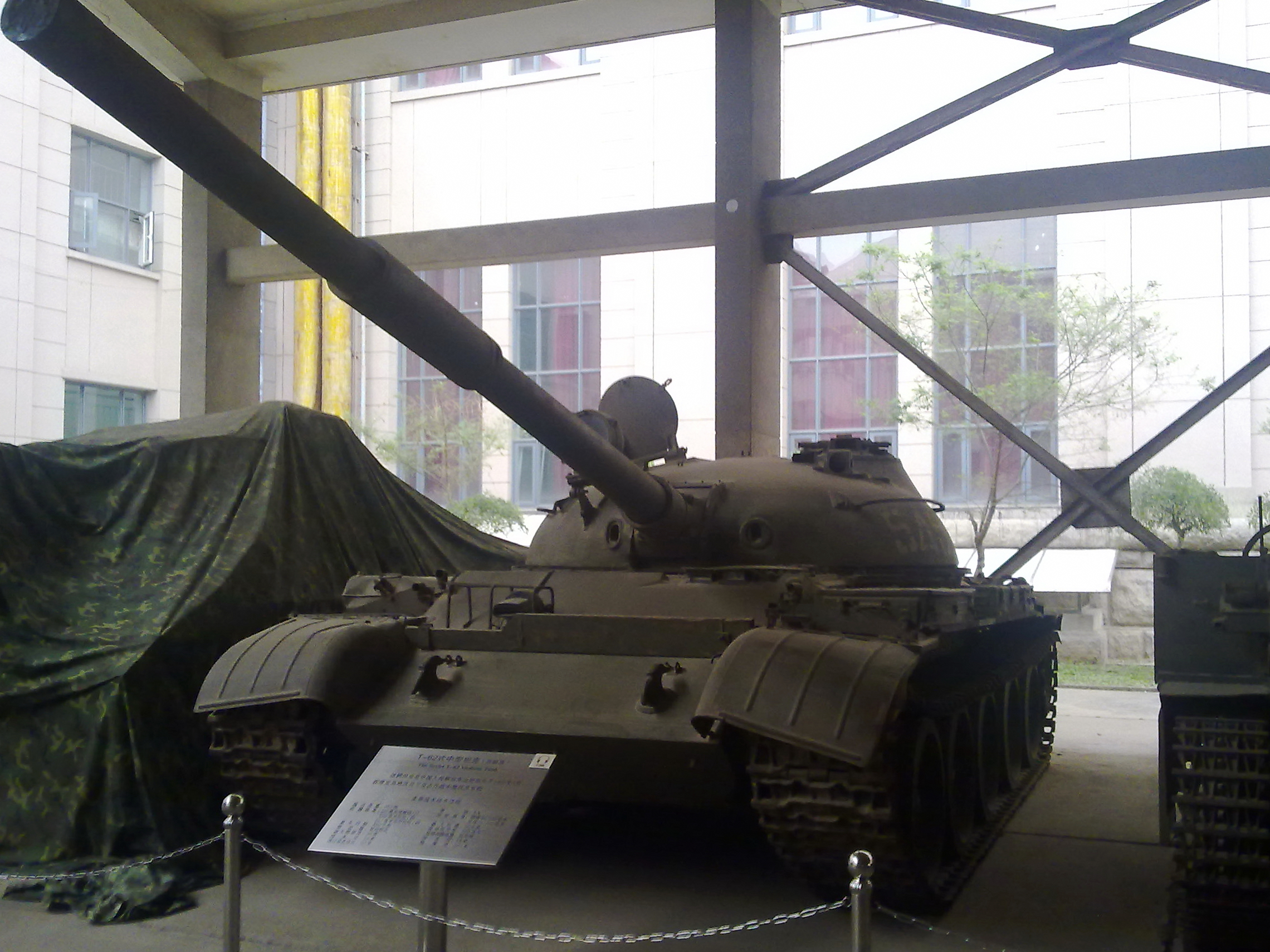
군사박물관에 전시된 노획된 소련 T-62 전차.

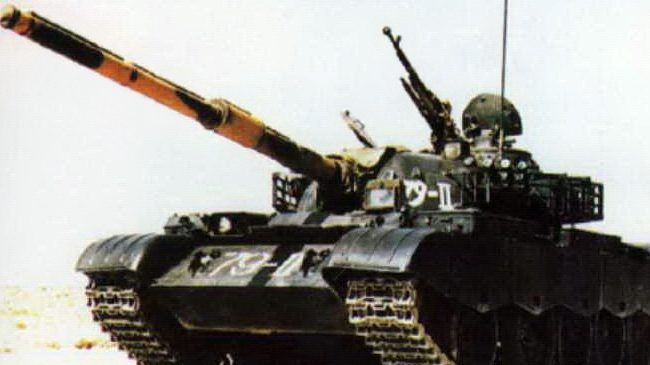
중국 79식 전차 변형.

69식 전차 (중국 산업 명칭: "WZ121")와 79식 (중국 산업 명칭: "WZ-121D")은 중국 주력전차의 두 모델이다. 두 모델 모두 59식 (소련 T-54A 기반)의 개발형으로, 중국이 독자적으로 개발한 최초의 주력전차였다. 그 계보는 첫 번째와 두 번째 로드휠 사이의 뚜렷한 간격으로 확인할 수 있다. 다른 개선 사항으로는 100mm 활강포, 새로운 엔진, 탄도 컴퓨터 및 레이저 거리 측정기가 장착되었다. 그러나 69식의 초기 버전은 제한된 수량으로만 사용되었다. 인민해방군은 만족하지 못했지만, 이 전차는 중국의 가장 성공적인 장갑차 수출품 중 하나가 되었다.
1980년대에 중국과 서방 간의 관계가 개선되면서 중국은 서방 기술을 일부 도입하여 무기 시스템을 개선할 수 있었다. 더욱 진보된 79식은 105mm 강선포를 장착했다.:18–19 이는 후기 80/88식 전차에서도 볼 수 있다. 79식 설계 전차는 1980년대에 중국 인민해방군 (PLA)에 도입되었다. 이 전차는 88식으로 이어졌다.

### 80/85/88식

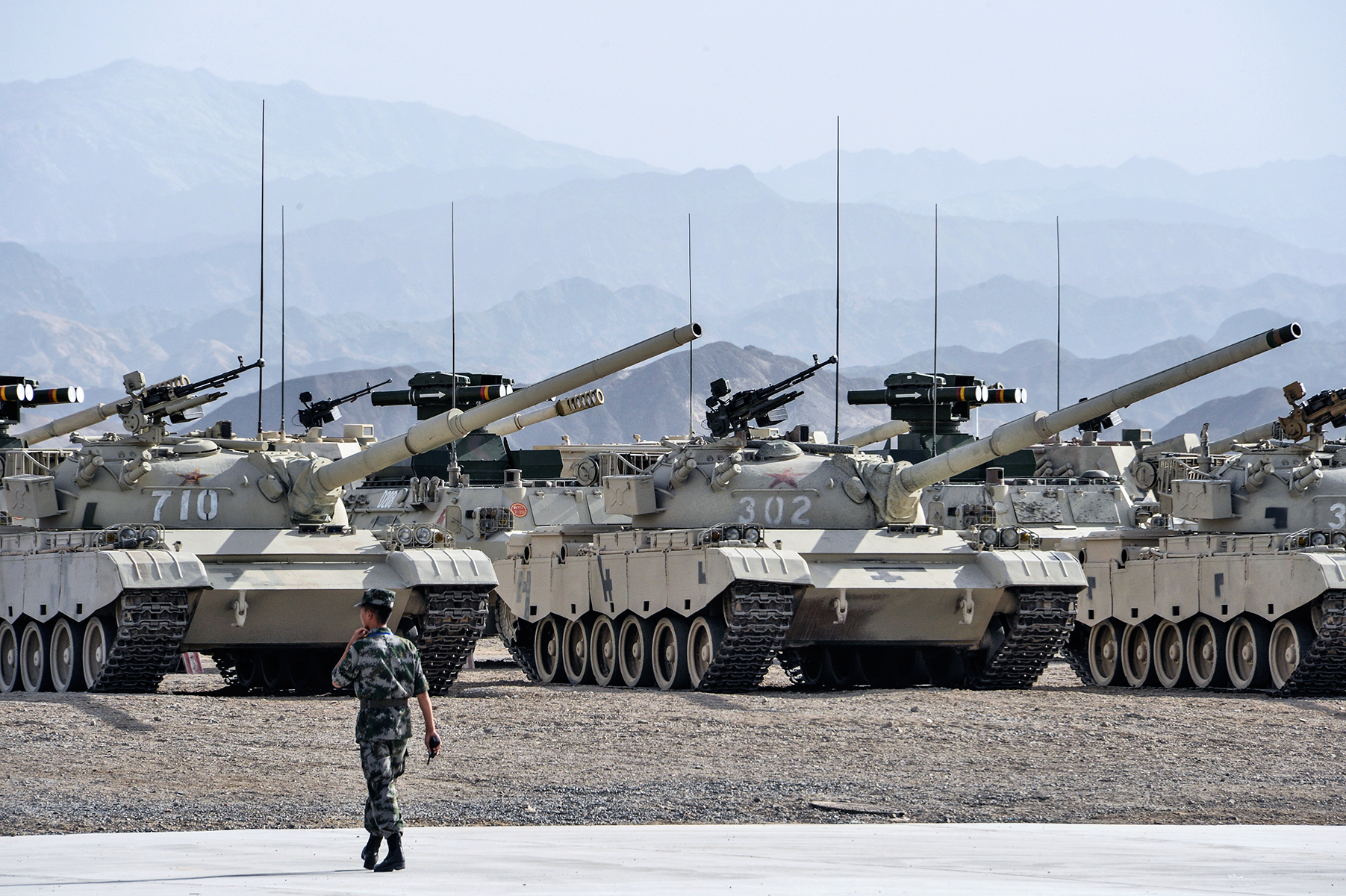
중국 88식 A형 전차.

80식은 중국의 2세대 주력전차 (MBT) 시리즈이다. 최초의 80식 주력전차는 구형 79식 주력전차 차체를 기반으로 했지만, 새로운 중국제 바퀴/궤도, 730마력 디젤 엔진, 영국 설계 이축 안정화 레이저 거리 측정기 장착 사격 통제 장치, 그리고 오스트리아에서 라이선스 생산된 나토 표준 105mm 포를 장착했다. 이 전차의 개량형은 1988년 인민해방군 명칭 88식으로 도입되었다. 88식 전차는 다른 중국 전차 시리즈와 달리 이전 전차의 여러 계열 버전을 포함한다는 점에서 독특하다. 88식 계열 주력전차의 생산은 1995년에 중단되었다.

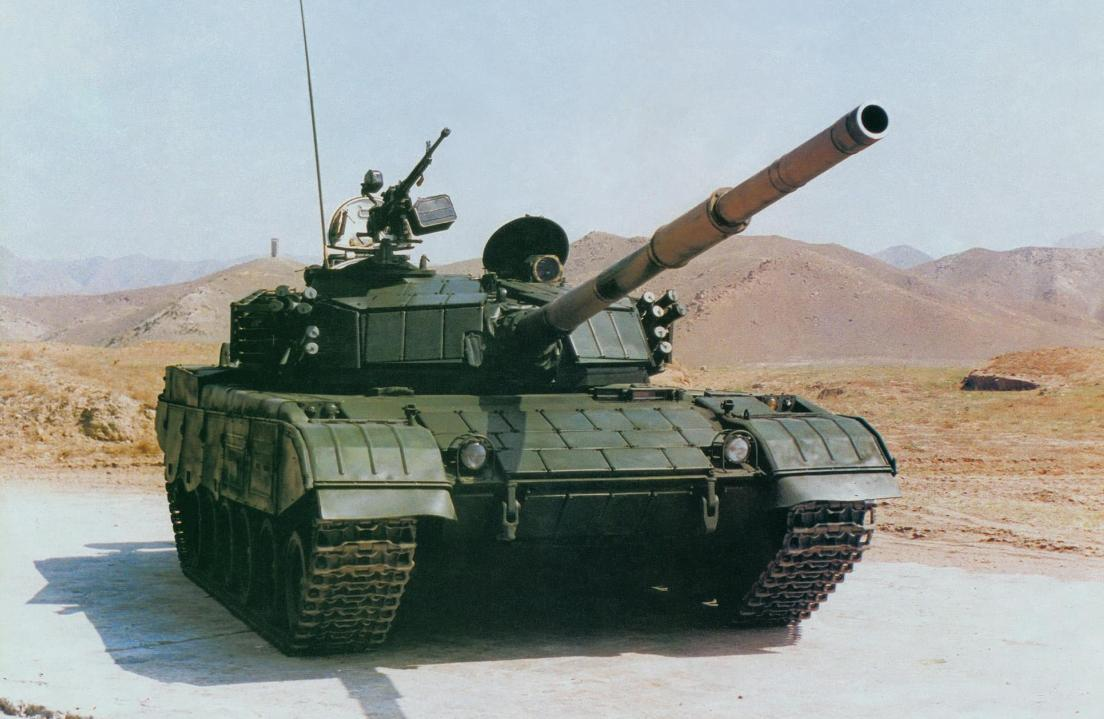
85식-III 전차.

중국의 북방공업집단공사 (노린코)는 아마도 201연구소 (현재 중국 북방 차량 연구소 보관됨 2019-03-12 - 웨이백 머신)와 협력하여 1988년에 자체 버전인 85식 주력전차를 공개했다. 인민해방군은 처음에는 85식 주력전차를 채택하지 않았고, 85식 시리즈는 수출용 시제품이었으며, 파키스탄 수출용으로 (85식-IIAP 및 85식-III으로) 추가 개발되었다. 이는 1980년대 후반 중국이 소련 T-72 견본(이라크군으로부터 노획한 이란 견본으로 보도됨)을 입수하면서 크게 바뀌었다. 남아공은 중국과 함께 80식 전차의 서방제 105mm 포가 T-72 전차의 장갑을 뚫을 수 없을 뿐만 아니라 T-72의 주포도 80식뿐만 아니라 모든 중국 전차의 장갑을 쉽게 뚫을 수 있다는 사실을 발견했다. 88식 계열 주력전차의 생산은 1995년에 중단되었다. 88/85식 전차는 96식으로 더욱 발전되었다.

### 90식
90식 주력전차는 첨단 기능을 차세대 주력전차에 통합하여 추가 개발되었지만, 평가용 시험 차량 몇 대를 제외하고는 중국 인민해방군에 채택되지 않았다. 대신 이 전차는 MBT-2000 (알-할리드) 전차를 90식을 기반으로 개발한 파키스탄의 수출 모델이 되었다. 1970년대, 중국 인민해방군 지도부는 소련의 위협을 우려하여 개량된 주력전차 (MBT)를 요청했다. 노린코와 내몽고 제1기계공업집단공사는 일련의 신형 전차를 개발하는 임무를 맡았다.

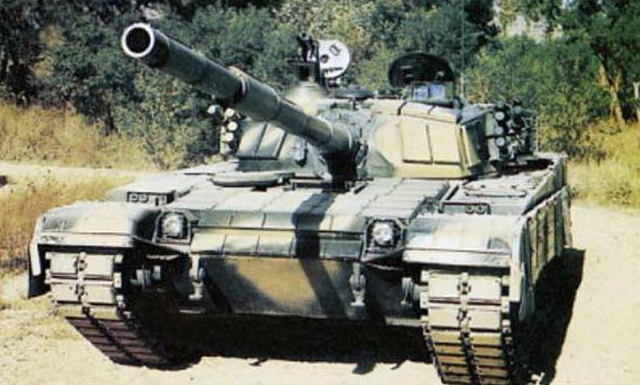
중국 90식-IIM 전차.

1980년대 후반 이란이 공급한 T-72 전차 견본(이라크군으로부터 노획)을 검토한 후, 중국군은 당시 중국 전차들이 여전히 취약하다는 것을 깨달았다. T-72와 일부 서방 전차의 설계 특징이 2세대 중국 전차 개발에 사용되었고, 결국 재설계된 차체와 현가 장치, 새로운 용접 포탑, 125mm 자동 장전 전차포가 통합되었다. 80식과 85식 전차가 90식으로 이어졌다. 90식은 다른 설계에 유리하게 중국군에 채택되지 않았지만, 중국 3세대 99식 전차로 이어지는 추가 개발에 영향을 미쳤다.
90식은 진화적인 설계이다: 90식-II 버전은 59식과 부품의 10%, 69식과 15%, 85/88식 C형과 20%를 공유하며, 55%가 새로운 부품으로 구성되어 있다. 이 모델은 국제 시장에 판매되었다.
이 전차는 베이징 201연구소 (중국 북방 차량 연구소)와 내몽고 617공장 (내몽고 제1기계공업집단공사)이 공동으로 개발했다. 90식은 장갑에 모듈식 설계 개념을 통합한 최초의 중국 전차이다. 포탑의 전면 아크는 모듈식 설계로 되어 있어 더 진보된 복합 장갑이 개발될 때 기존 복합 장갑을 쉽게 교체할 수 있다.

### 96식

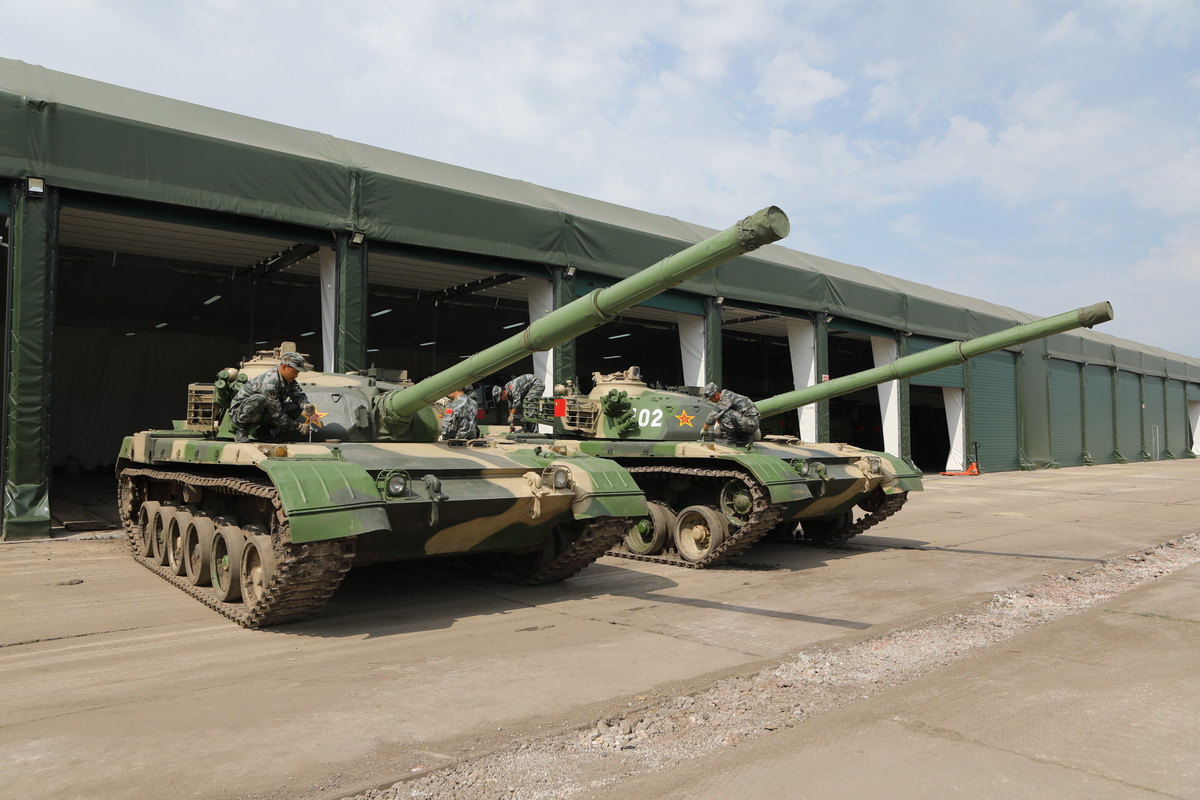
중국 96식 전차.

96식 전차는 더욱 강력한 엔진, 개선된 전자 장비, 서구식 포탑을 특징으로 한다. 96식은 780마력 디젤 엔진과 폭발반응장갑(ERA)을 갖춘 85식-IIM 시제품과 모듈식 장갑 설계 등 85식에서 얻은 전문 지식을 바탕으로 개발되었으며, 1996년 인민해방군에 채택되어 1997년에 도입되었다. 96식이 사용 가능해지면서 88식의 생산은 중단되었고, 96식은 88식보다 더 많은 수량으로 대량 생산되었지만, 때때로 88식 C로 오인되기도 한다.

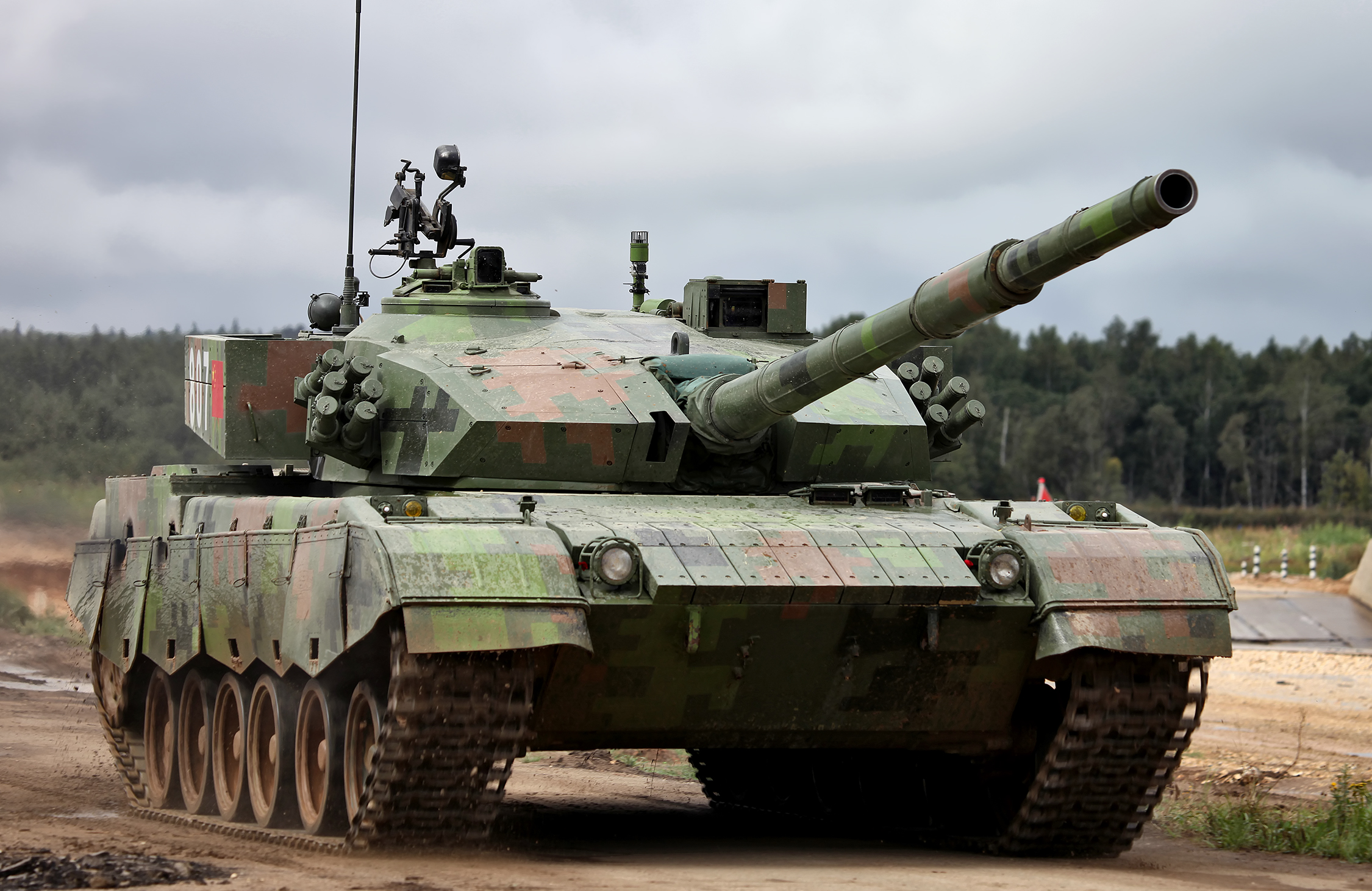
96식 A형 전차.

최근 사진은 96식이 99식과 유사하게 추가 장갑 모듈과 폭발반응장갑으로 대폭 개량되었음을 시사한다. 내부 전자 장비 또한 99식 표준으로 업그레이드되었을 수 있다. 이 새로운 업그레이드는 96식 A로 불린다.
85식과 88식에 비해 96식은 더욱 강력한 엔진, 개선된 전자 장비, 서구식 포탑을 특징으로 한다. 96식은 2005년에 99식과 유사하게 추가 장갑 모듈과 폭발반응장갑으로 대폭 개량되었다. 내부 전자 장비 또한 99식 표준으로 업그레이드되었을 수 있다. 소련의 기본 T-72와 고급 기술의 T-64 및 T-80으로 구성된 두 가지 전차 전략과 마찬가지로, 96식은 10년 내내 인민해방군에 표준 주력전차로 사용될 가능성이 높으며, 더 발전되고 비싼 99식은 정예 부대에만 사용된다.

### 99식

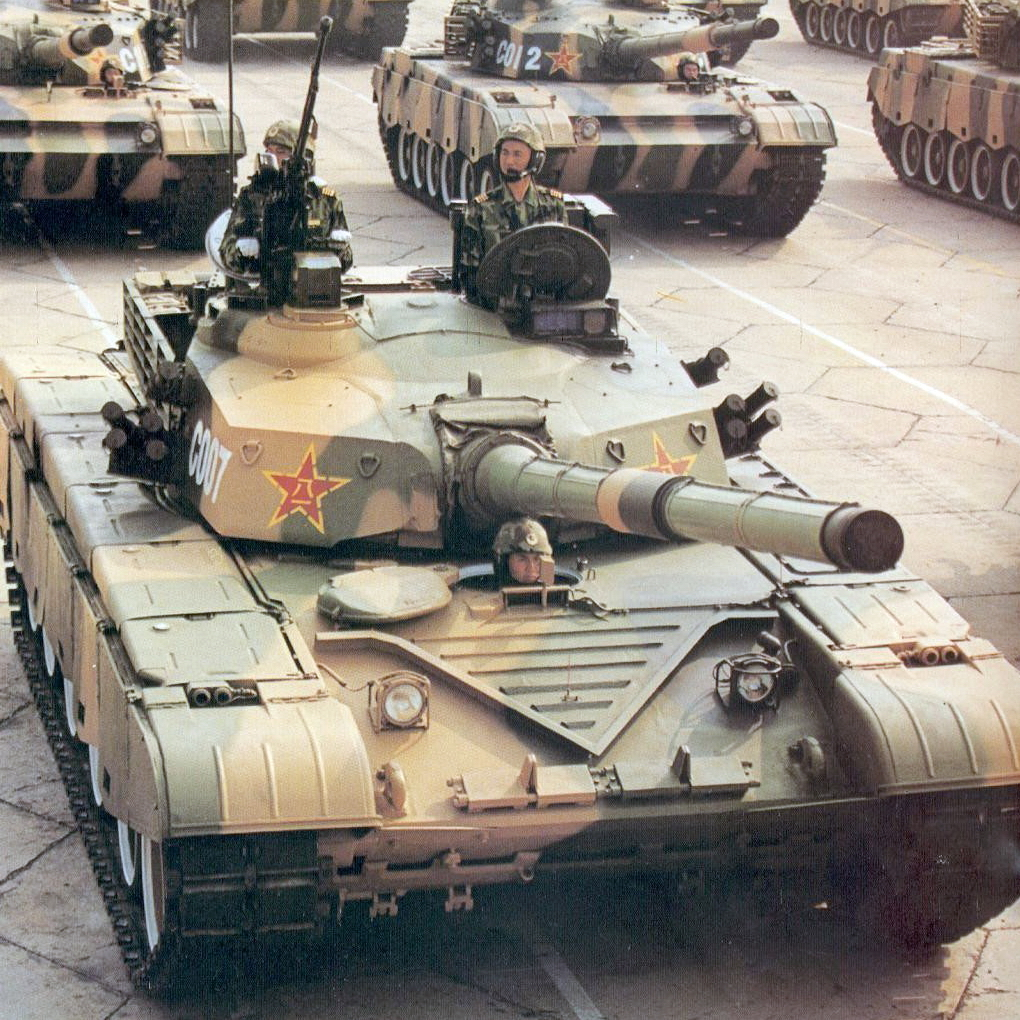
1999년 10월 1일 국경절 군사 퍼레이드 리허설에서 보이는 98식 전차.

9910식 전차 (99식 시제품)는 T-72 또는 T-80과 유사한 차체 (섀시)를 가졌지만, 대부분의 서방 전차와 같은 용접 포탑을 가지고 있었다. 목표는 소련 T-80을 격파하고 독일 레오파르트 2의 능력에 근접할 수 있는 전차를 만드는 것이었다. 9910식 전차의 소규모 생산은 1999년 중화인민공화국 국경절 퍼레이드에 전차를 선보일 수 있도록 제때 시작되었다. 9910식 전차 완성 후, 중국 정부 내에서 전차의 개량형에 대한 연구가 계속되었고, 결국 다음 중국 설계로 이어져 99식이 탄생했다. 2001년 말, 40대의 99식 전차로 구성된 첫 번째 부대가 정규군에 도입되었다.

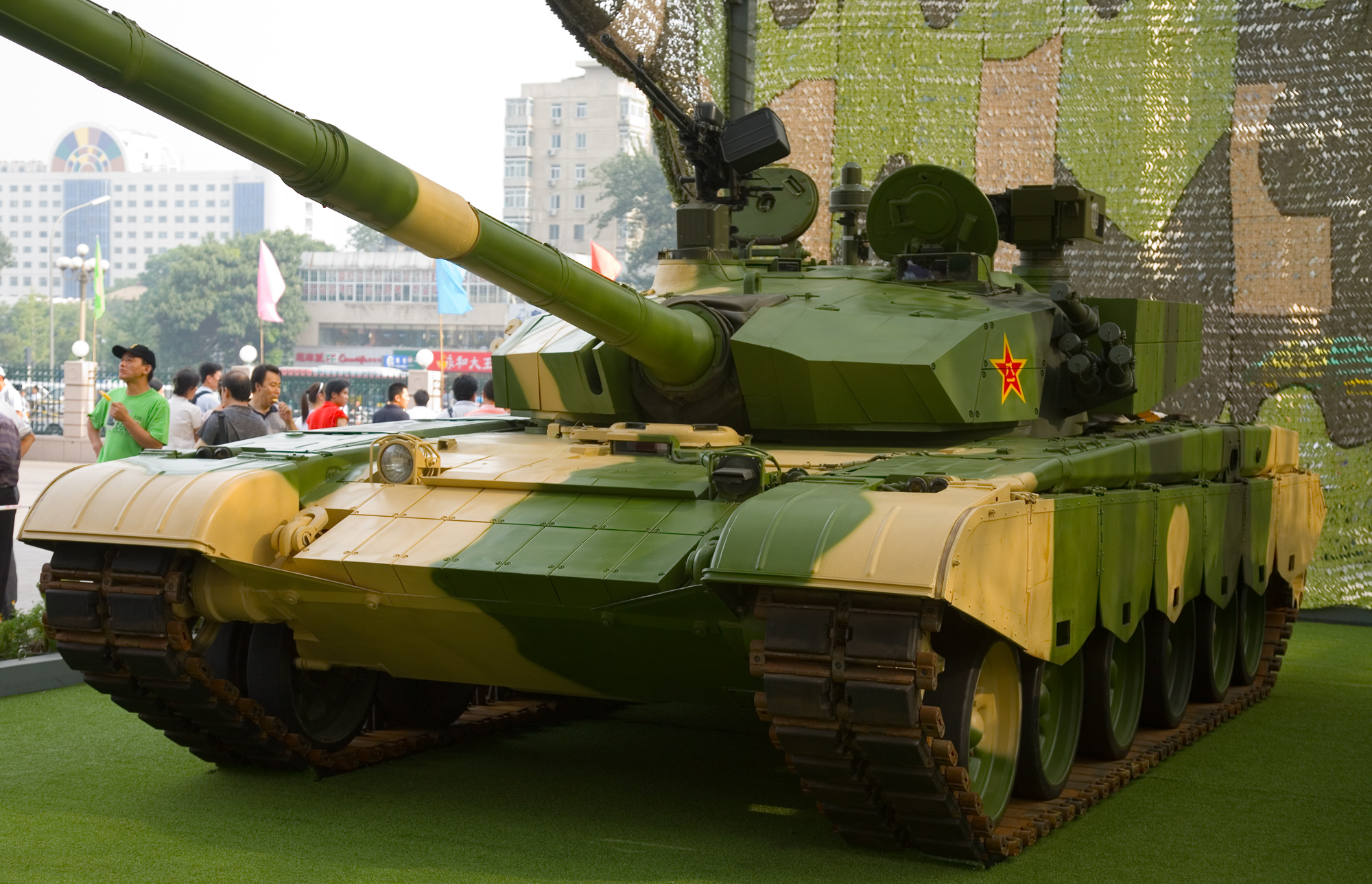
중국인민혁명군사박물관에 있는 99식 전차.

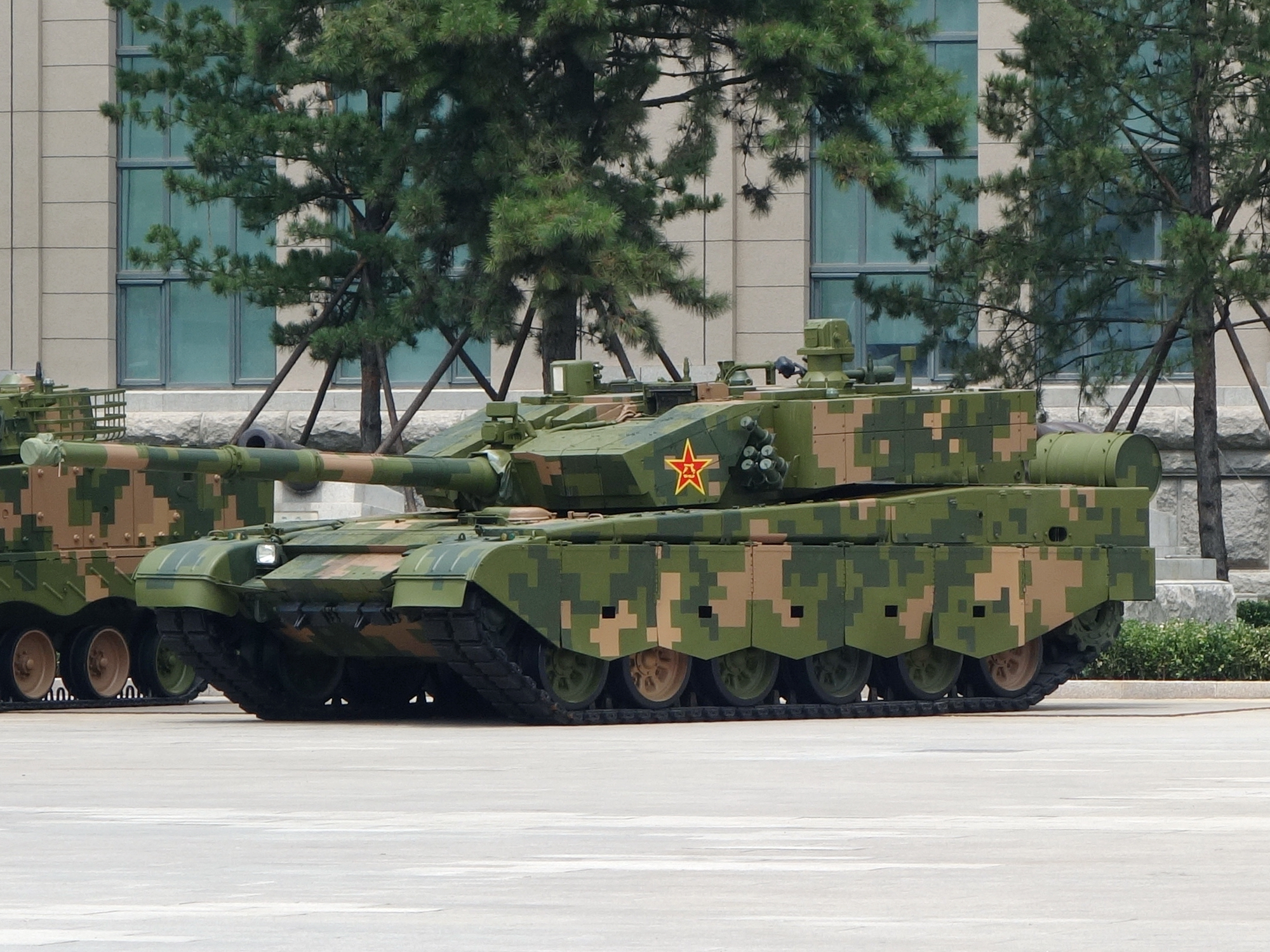
ZTZ-99A 전차.

99식, 또한 ZTZ-99 및 WZ-123으로도 알려진 이 전차는 9910식 전차 (차례로 98식의 개발형)에서 개발된 주력전차로 중국 중국 인민해방군이 배치한 3세대 전차이다. 다른 현대 전차들과 경쟁하기 위해 제작되었다. 96식에 비해 높은 비용으로 인해 대량 생산될 것으로 예상되지는 않지만, 현재 중국이 배치한 가장 진보된 주력전차이며, 인민해방군을 위해 생산된 88식 전차의 후속 모델이다. 99식은 99식 시제품, 99식, 99식 A형의 세 가지 주요 버전이 배치되었으며, 향상된 무기 체계, 새로운 능동 방어 체계, 첨단 전자 장비를 통합했다.

### 15식
15식 경전차는 노린코가 제조한 경량 주력전차이다. 15식 전차 모델은 2018년 11월 13일부터 2019년 3월 20일까지 중국국가박물관에서 열린 개혁개방 40주년 기념 대형 전시회 '위대한 변화'에 처음 등장했다.

## 중국 장갑차량

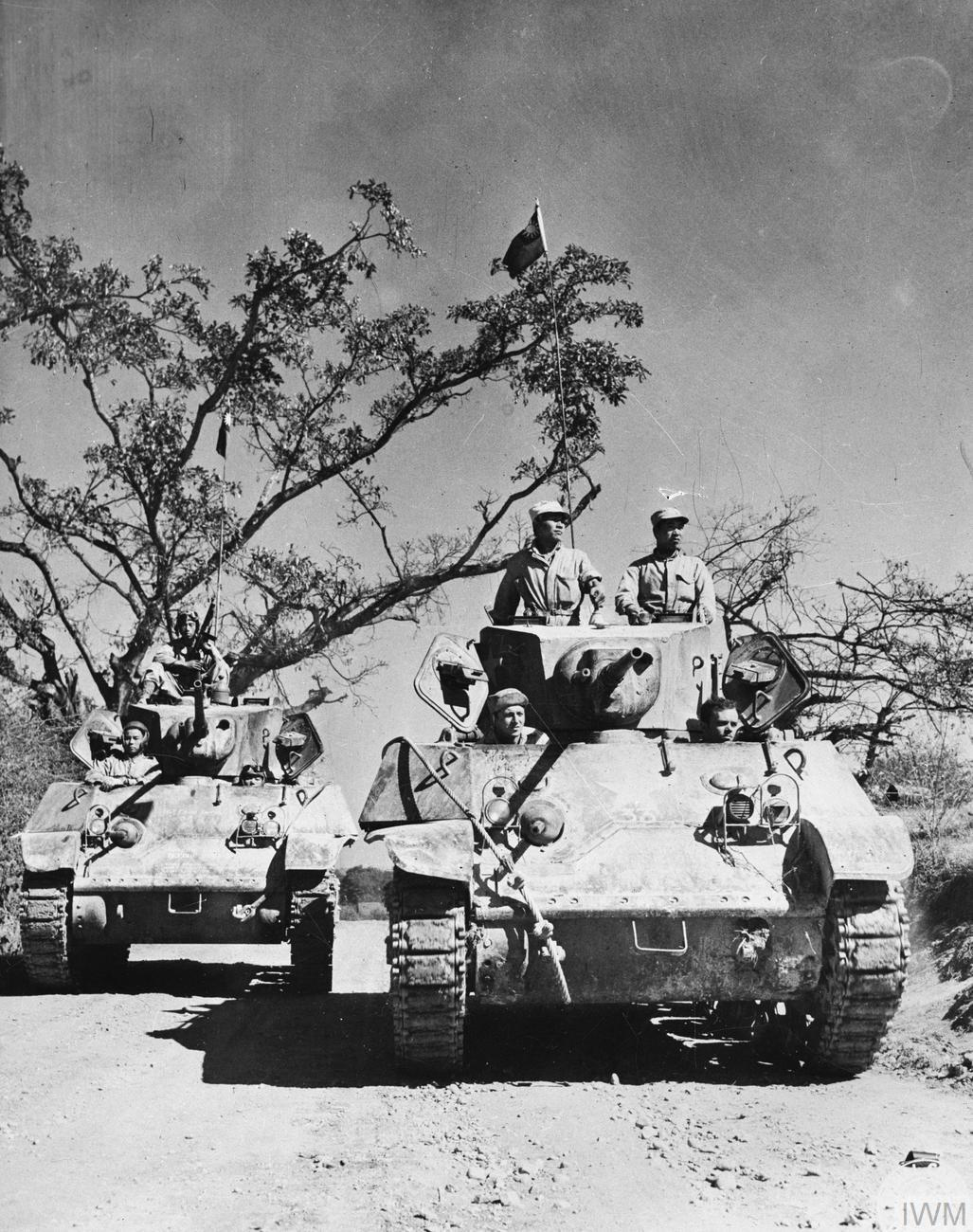
중화민국 군대가 레도 로드에서 M3 스튜어트를 운용하고 있다.
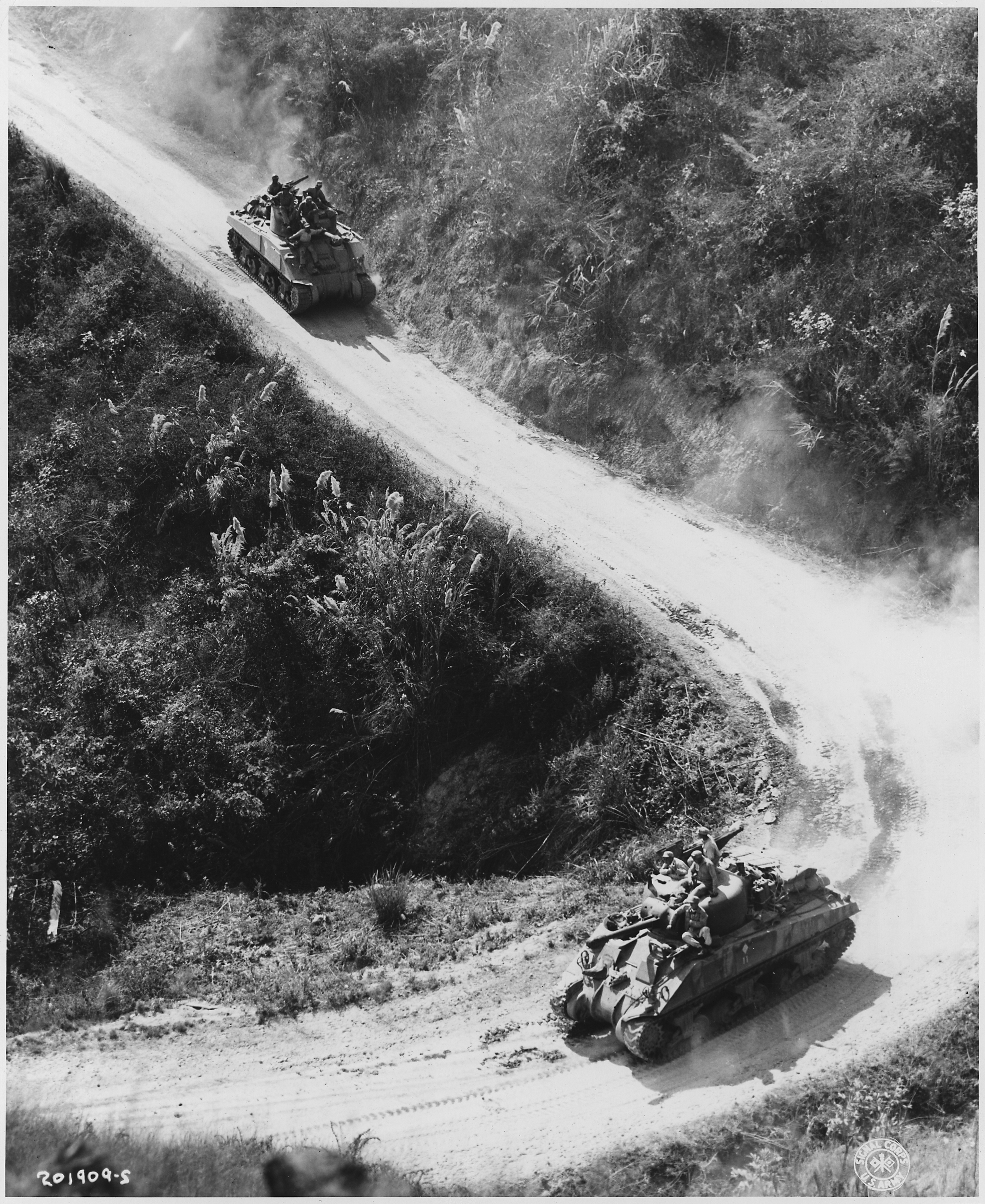
중국군과 미군 승무원이 탑승한 미군 중형전차가 연합군의 합동 공격으로 중국으로 향하는 유일한 육상 보급로에 대한 2년간의 일본군 통제가 깨진 후 처음으로 버마 도로를 사용한다. 약 1945년.
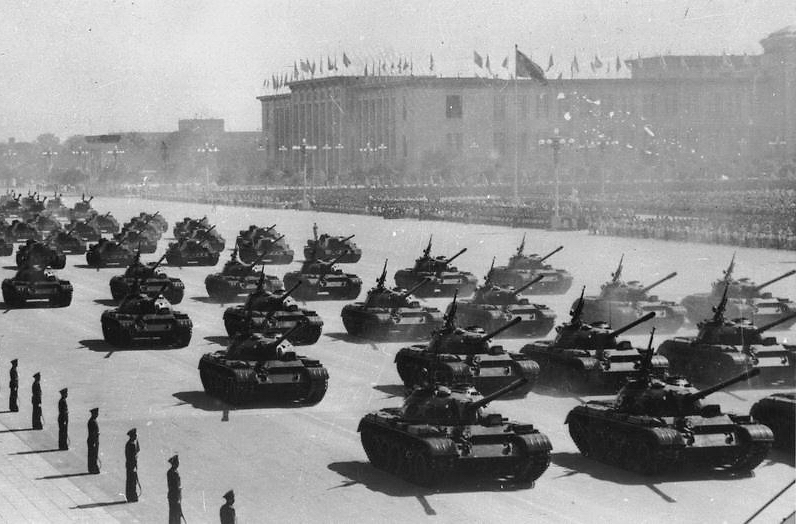
중국의 건국 10주년 퍼레이드에 등장한 59식 전차.
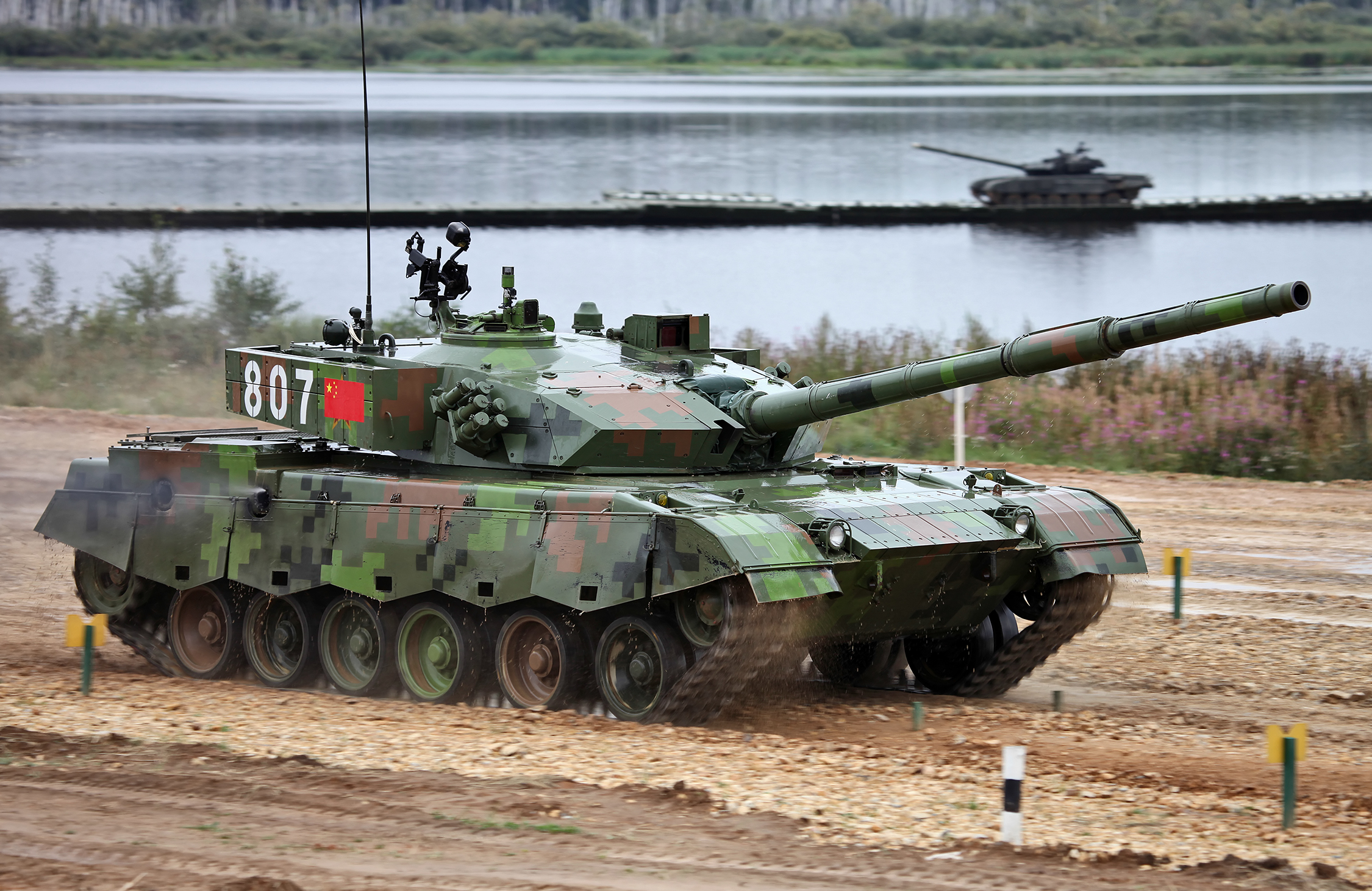
탱크 바이애슬론에 출전한 96식 A형 전차.
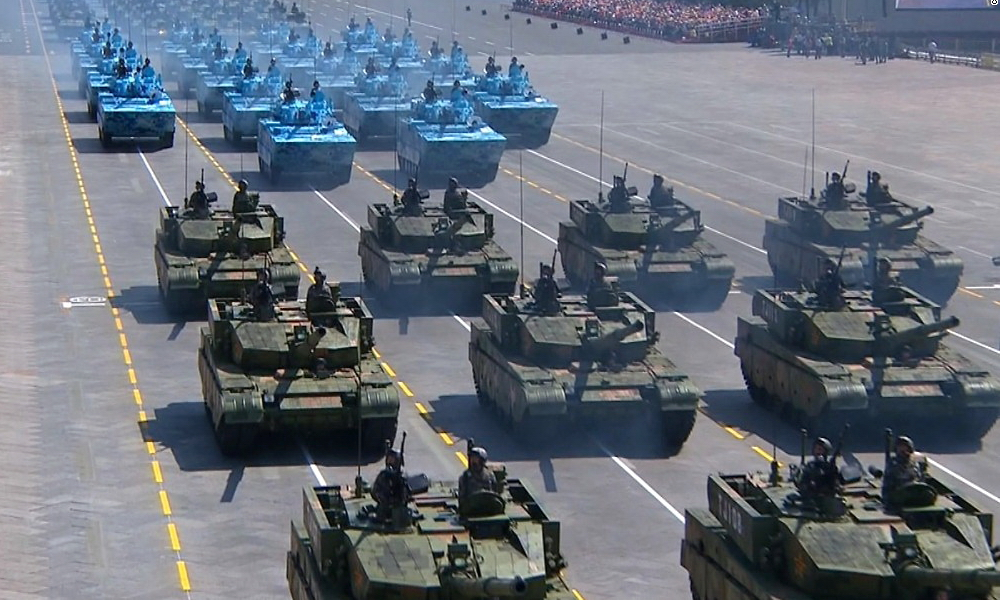
2015년 중국 승전기념일 퍼레이드의 99식 A형 전차.

## 같이 보기
- 전차의 역사
- 제1차 세계 대전의 전차
- 제1차 세계 대전 전차 비교
- 전간기 기갑전투차량 목록
- 제2차 세계 대전의 전차
- Development of Chinese Nationalist air force (1937–1945)

## 참고 문헌
- Humphreys, Leonard A. (1996). 《The Way of the Heavenly Sword: The Japanese Army in the 1920s》. Stanford University Press. ISBN 0-8047-2375-3.